# Elezioni comunali in Puglia del 1993
Le elezioni comunali in Puglia del 1993 si tennero il 6 giugno (con ballottaggio il 20 giugno) e il 21 novembre (con ballottaggio il 5 dicembre), in contemporanea con le elezioni amministrative nelle altre regioni d'Italia, in tutti i comuni al voto tranne nel comune di Trepuzzi (LE) in cui le elezioni si tennero il 20 giugno. Complessivamente andarono al voto 96 comuni (64 a giugno e 32 a novembre), di cui 24 con popolazione superiore ai 15.000 abitanti. Furono le prime consultazioni per l'elezione diretta del sindaco, introducendo a livello locale il modello semipresidenzialista.

## Riepilogo sindaci eletti
Democrazia Cristiana
     Movimento Sociale Italiano - Destra Nazionale
     Coalizione di sinistra
     Partito Democratico della Sinistra
     Coalizione civica di centro-sinistra
     Partito Socialista Italiano
     Coalizione civica di destra
     Coalizione di centro-sinistra
     Coalizione civica
     Partito Repubblicano Italiano
     Lega d'Azione Meridionale
     Commissario prefettizio
| Provincia | Comune                | Popolazione legale (censimento 1991) | Sindaco uscente             | Sindaco uscente             | Sindaco eletto | Sindaco eletto                   | Primo turno | Primo turno | Secondo turno | Secondo turno | Seggi   |
| Provincia | Comune                | Popolazione legale (censimento 1991) | Sindaco uscente             | Sindaco uscente             | Sindaco eletto | Sindaco eletto                   | Voti        | %           | Voti          | %             | Seggi   |
| --------- | --------------------- | ------------------------------------ | --------------------------- | --------------------------- | -------------- | -------------------------------- | ----------- | ----------- | ------------- | ------------- | ------- |
| Bari      | Altamura              | 57 874                               |                             | Giuseppe Giove (DC)         |                | Vito Plotino (MSI-DN)            | 11 670      | 34,51       | 18 060        | 57,05         | 18 / 30 |
| Bari      | Andria                | 90 063                               |                             | Fulvia Ferrero              |                | Giannicola Sinisi (AD)           | 22.085      | 43,32       | 31 977        | 75,16         | 18 / 30 |
| Bari      | Corato                | 42 750                               |                             | Carlo Striccoli             |                | Luigi Di Gennaro (MSI-DN)        | 8 020       | 30,13       | 15 010        | 62,39         | 18 / 30 |
| Bari      | Mola di Bari          | 25 847                               |                             | Luigi Varatta               |                | Ernesto Maggi (MSI-DN)           | 6 656       | 45,78       | 8 670         | 64,71         | 12 / 20 |
| Bari      | Polignano a Mare      | 15 894                               |                             | Carlo Maria Latorre         |                | Simone Di Giorgio (PSI)          | 2 843       | 26,21       | 5 935         | 60,09         | 12 / 20 |
| Bari      | Triggiano             | 24 698                               |                             | Alfonso Magnatta            |                | Vitangelo Giuseppe Dattoli (PSI) | 3 863       | 27,88       | 5 327         | 59,06         | 12 / 20 |
| Brindisi  | Ceglie Messapica      | 20 805                               |                             | Mario Giannuzzi             |                | Pietro Mita (PRC)                | 2 481       | 18,63       | 8 304         | 66,70         | 12 / 20 |
| Brindisi  | Oria                  | 15 089                               |                             | Cosimo Pescatore (PSI)      |                | Sergio Giuseppe Ardito (PDS)     | 2 501       | 26,39       | 4 363         | 54,56         | 12 / 20 |
| Brindisi  | San Vito dei Normanni | 20 483                               |                             | Rosa Stanisci (PDS)         |                | Antonio Michele Trizza (MSI-DN)  | 4 182       | 30,86       | 7 045         | 53,87         | 12 / 20 |
| Foggia    | Cerignola             | 55 052                               |                             | Agostino Ricucci            |                | Salvatore Tatarella (MSI-DN)     | 11 042      | 37,01       | 16 154        | 56,12         | 18 / 30 |
| Foggia    | Monte Sant'Angelo     | 15 082                               |                             | Gerarda D'Addesio           |                | Giuseppe Totaro (PDS)            | 2 699       | 33,15       | 4 488         | 61,04         | 12 / 20 |
| Foggia    | San Marco in Lamis    | 15 221                               |                             | Gerarda D'Addesio           |                | Michele Galante (PDS)            | 2 826       | 30,64       | 5 234         | 61,30         | 12 / 20 |
| Lecce     | Galatina              | 29 296                               |                             | Nicola Russo                |                | Zeffirino Rizzelli (Ind.)        | 7 310       | 39,74       | 11 221        | 76,11         | 12 / 20 |
| Lecce     | Gallipoli             | 20 090                               |                             | Commissione straordinaria   |                | Flavio Fasano (PDS)              | 3 957       | 32,46       | 6 410         | 56,69         | 12 / 20 |
| Lecce     | Maglie                | 15 223                               |                             | Francesco Chirilli (DC)     |                | Giulio Tamborino Frisari (Ind.)  | 3 947       | 38,30       | 5 215         | 51,01         | 7 / 20  |
| Lecce     | Squinzano             | 15 821                               |                             | Nicola Indiveri (DC)        |                | Anna Maria Serratì (PDS)         | 2 411       | 23,13       | 6 468         | 67,65         | 12 / 20 |
| Lecce     | Tricase               | 16 390                               |                             | Giovanni Zocco (DC)         |                | Luigi Ecclesia (PSI)             | 3 300       | 31,08       | 7 234         | 71,01         | 12 / 20 |
| Taranto   | Ginosa                | 21 907                               |                             | Vincenzo Dragone (DC)       |                | Paolo Costantino (Ind.)          | 5 071       | 37,35       | 8,125         | 65,24         | 12 / 20 |
| Taranto   | Grottaglie            | 30 947                               |                             | Antonio Cavallo (DC)        |                | Giuseppe Vinci (PDS)             | 4 586       | 25,33       | 10 282        | 64,79         | 18 / 30 |
| Taranto   | Martina Franca        | 45 404                               |                             | Giuseppe Martucci (DC)      |                | Martino Margiotta (Ind.)         | 12 416      | 41,55       | 17 956        | 65,56         | 11 / 30 |
| Taranto   | San Giorgio Ionico    | 16 081                               |                             | Rinieri Ferone              |                | Stefano Fabbiano (PDS)           | 3 293       | 37,61       | 5 102         | 65,90         | 12 / 20 |
| Taranto   | Sava                  | 16 579                               |                             | Giovanni De Cataldo (PRI)   |                | Aldo Maggi (DC)                  | 1 633       | 31,75       | 5 943         | 59,36         | 12 / 20 |
| Taranto   | Statte                | 14 477                               | Comune di nuova istituzione | Comune di nuova istituzione |                | Orazio Marinò (PDS)              | 3 385       | 37,21       | 5 146         | 61,86         | 12 / 20 |
| Taranto   | Taranto               | 217 809                              |                             | Roberto Della Torre (DC)    |                | Giancarlo Cito (LAM)             | 39 555      | 30,33       | 61 281        | 52,60         | 24 / 40 |

## Elezioni comunali del giugno 1993

### Provincia di Bari

#### Adelfia
|                               | Francesco Pirolo ✔️ Sindaco | Democrazia Cristiana                          | 3 535 | 37,07 | 13 |  |  |  |  |
|                               | Carlo Giuseppe De Santis    | Insieme per Adelfia                           | 3 429 | 35,95 | 5  |  |  |  |  |
|                               | Francesco Antonio Ferrante  | Rinnovamento per Adelfia                      | 1 341 | 14,06 | 1  |  |  |  |  |
|                               | Nicola Stangarone           | Movimento Sociale Italiano - Destra Nazionale | 1 232 | 12,92 | 1  |  |  |  |  |
| Totale                        | Totale                      |                                               | 9 537 | 100   | 20 |  |  |  |  |
|                               |                             |                                               |       |       |    |  |  |  |  |
| Fonte: Ministero dell'interno |                             |                                               |       |       |    |  |  |  |  |

1. ↑  Lista sostenuta da Partito Democratico della Sinistra, Partito Socialista Italiano, Partito Repubblicano Italiano, Partito Socialista Democratico Italiano e Partito della Rifondazione Comunista.
2. ↑  Lista sostenuta da La Rete.

#### Altamura
| Candidati                     | Candidati               | II turno                | II turno                | I turno | I turno | Liste                                         | Voti   | %     | Seggi |
| Candidati                     | Candidati               | Voti                    | %                       | Voti    | %       | Liste                                         | Voti   | %     | Seggi |
| ----------------------------- | ----------------------- | ----------------------- | ----------------------- | ------- | ------- | --------------------------------------------- | ------ | ----- | ----- |
|                               | Vito Plotino ✔️ Sindaco | 18 060                  | 57,05                   | 11 670  | 34,51   | Movimento Sociale Italiano - Destra Nazionale | 8 574  | 26,16 | 18    |
|                               | Michele Ventricelli     | 13 599                  | 42,95                   | 9 819   | 29,03   | Partito Democratico della Sinistra            | 8 802  | 26,85 | 4     |
| Seggio di coalizione          | Seggio di coalizione    | Seggio di coalizione    | 42,95                   | 9 819   | 29,03   | 1                                             |        |       |       |
|                               | Antonio Iervolino       | Antonio Iervolino       | Antonio Iervolino       | 6 115   | 18,08   | Democrazia Cristiana                          | 7 529  | 22,97 | 4     |
| Seggio di coalizione          | Seggio di coalizione    | Seggio di coalizione    | Antonio Iervolino       | 6 115   | 18,08   | 1                                             |        |       |       |
|                               | Antonio Gentile         | Antonio Gentile         | Antonio Gentile         | 2 204   | 6,52    | Alleanza Democratica                          | 2 696  | 8,22  | –     |
| Seggio di coalizione          | Seggio di coalizione    | Seggio di coalizione    | Antonio Gentile         | 2 204   | 6,52    | 1                                             |        |       |       |
|                               | Saverio Moramarco       | Saverio Moramarco       | Saverio Moramarco       | 1 485   | 4,39    | Partito Socialista Italiano                   | 1 944  | 5,93  | –     |
| Seggio di coalizione          | Seggio di coalizione    | Seggio di coalizione    | Saverio Moramarco       | 1 485   | 4,39    | 1                                             |        |       |       |
|                               | Antonio Delucia         | Antonio Delucia         | Antonio Delucia         | 889     | 2,63    | Lista civica Socialisti per il Cambiamento    | 1 186  | 3,62  | –     |
|                               | Nicola Pietro Cappiello | Nicola Pietro Cappiello | Nicola Pietro Cappiello | 877     | 2,59    | Partito della Rifondazione Comunista          | 1 046  | 3,19  | –     |
|                               | Pasquale Sardone        | Pasquale Sardone        | Pasquale Sardone        | 736     | 2,18    | Federazione dei Verdi                         | 1 004  | 3,06  | –     |
| Totale                        | Totale                  | 31 659                  | 100                     | 33 818  | 100     |                                               | 32 781 | 100   | 30    |
|                               |                         |                         |                         |         |         |                                               |        |       |       |
| Fonte: Ministero dell'interno |                         |                         |                         |         |         |                                               |        |       |       |

#### Capurso
|                               | Michelangelo Guerra ✔️ Sindaco | Democrazia Cristiana                          | 2 916 | 40,37 | 13 |  |  |  |  |
|                               | Riccardo Liso                  | Insieme per Capurso                           | 2 098 | 29,05 | 4  |  |  |  |  |
|                               | Olindo Del Donno               | Movimento Sociale Italiano - Destra Nazionale | 1 268 | 17,56 | 2  |  |  |  |  |
|                               | Nicola Campobasso              | Sinistra per Capurso                          | 941   | 13,03 | 1  |  |  |  |  |
| Totale                        | Totale                         |                                               | 7 223 | 100   | 20 |  |  |  |  |
|                               |                                |                                               |       |       |    |  |  |  |  |
| Fonte: Ministero dell'interno |                                |                                               |       |       |    |  |  |  |  |

1. ↑  Lista sostenuta da Partito Socialista Italiano e Partito Socialista Democratico Italiano.
2. ↑  Lista sostenuta da Partito Democratico della Sinistra e Partito della Rifondazione Comunista.

#### Casamassima
|                               | Maria Paola Susca Bonerba ✔️ Sindaca | Insieme per Cambiare                           | 4 282 | 51,75 | 13 |  |  |  |  |
|                               | Nicola Di Donna                      | Alleanza Popolare Progressista per Casamassima | 2 842 | 34,34 | 5  |  |  |  |  |
|                               | Pasquale Francesco Pignataro         | Movimento Sociale Italiano - Destra Nazionale  | 1 151 | 13,91 | 2  |  |  |  |  |
| Totale                        | Totale                               |                                                | 8 275 | 100   | 20 |  |  |  |  |
|                               |                                      |                                                |       |       |    |  |  |  |  |
| Fonte: Ministero dell'interno |                                      |                                                |       |       |    |  |  |  |  |

1. ↑  Lista sostenuta da Partito Democratico della Sinistra, Partito Socialista Italiano, Partito Socialista Democratico Italiano e Partito della Rifondazione Comunista.
2. ↑  Lista sostenuta da Democrazia Cristiana e Partito Repubblicano Italiano.

#### Corato
| Candidati                               | Candidati                   | II turno             | II turno          | I turno | I turno | Liste                                         | Voti   | %     | Seggi |
| Candidati                               | Candidati                   | Voti                 | %                 | Voti    | %       | Liste                                         | Voti   | %     | Seggi |
| --------------------------------------- | --------------------------- | -------------------- | ----------------- | ------- | ------- | --------------------------------------------- | ------ | ----- | ----- |
|                                         | Luigi Di Gennaro ✔️ Sindaco | 15 010               | 62,39             | 8 020   | 30,13   | Movimento Sociale Italiano - Destra Nazionale | 6 585  | 25,74 | 18    |
|                                         | Giovanni Montaruli          | 9 047                | 37,61             | 7 302   | 27,43   | Partito Socialista Italiano                   | 3 511  | 13,73 | 2     |
| Partito Democratico della Sinistra      | Giovanni Montaruli          | 9 047                | 37,61             | 7 302   | 27,43   | 2 621                                         | 10,25  | 2     |       |
| Partito Socialista Democratico Italiano | Giovanni Montaruli          | 9 047                | 37,61             | 7 302   | 27,43   | 1 054                                         | 4,12   | –     |       |
| Seggio di coalizione                    | Seggio di coalizione        | Seggio di coalizione | 37,61             | 7 302   | 27,43   | 1                                             |        |       |       |
|                                         | Luciano Tandoi              | Luciano Tandoi       | Luciano Tandoi    | 5 621   | 21,12   | Democrazia Cristiana                          | 5 729  | 22,40 | 3     |
| Partito Repubblicano Italiano           | Luciano Tandoi              | Luciano Tandoi       | Luciano Tandoi    | 5 621   | 21,12   | 397                                           | 1,55   | –     |       |
| Seggio di coalizione                    | Seggio di coalizione        | Seggio di coalizione | Luciano Tandoi    | 5 621   | 21,12   | 1                                             |        |       |       |
|                                         | Riccardo Mazzilli           | Riccardo Mazzilli    | Riccardo Mazzilli | 3 912   | 14,70   | Alleanza per il Progresso                     | 3 879  | 15,17 | 1     |
| Seggio di coalizione                    | Seggio di coalizione        | Seggio di coalizione | Riccardo Mazzilli | 3 912   | 14,70   | 1                                             |        |       |       |
|                                         | Nichi Vendola               | Nichi Vendola        | Nichi Vendola     | 1 764   | 6,63    | Partito della Rifondazione Comunista (A)      | 1 802  | 7,05  | –     |
| Seggio di coalizione                    | Seggio di coalizione        | Seggio di coalizione | Nichi Vendola     | 1 764   | 6,63    | 1                                             |        |       |       |
| Totale                                  | Totale                      | 24 057               | 100               | 26 619  | 100     |                                               | 25 578 | 100   | 30    |
|                                         |                             |                      |                   |         |         |                                               |        |       |       |
| Fonte: Ministero dell'interno           |                             |                      |                   |         |         |                                               |        |       |       |

#### Grumo Appula
|                               | Rocco Colasuonno ✔️ Sindaco | Democrazia Cristiana                          | 2 297 | 30,61 | 13 |  |  |  |  |
|                               | Rocco Ermenegildo Ancona    | Alleanza Democratica Popolare                 | 1 783 | 23,76 | 3  |  |  |  |  |
|                               | Nicola Domenico Rutigliano  | Partito della Rifondazione Comunista          | 1 175 | 15,66 | 2  |  |  |  |  |
|                               | Francesco Nicola Giancaspro | Movimento Sociale Italiano - Destra Nazionale | 1 011 | 13,47 | 1  |  |  |  |  |
|                               | Luigi Viola                 | Partito Democratico della Sinistra            | 694   | 9,25  | 1  |  |  |  |  |
|                               | Vita Chiara Sabatino        | Alleanza per Grumo                            | 543   | 7,24  | –  |  |  |  |  |
| Totale                        | Totale                      |                                               | 7 503 | 100   | 20 |  |  |  |  |
|                               |                             |                                               |       |       |    |  |  |  |  |
| Fonte: Ministero dell'interno |                             |                                               |       |       |    |  |  |  |  |

#### Mola di Bari
| Candidati                            | Candidati                      | II turno                       | II turno                       | I turno | I turno | Liste                                         | Voti   | %     | Seggi |
| Candidati                            | Candidati                      | Voti                           | %                              | Voti    | %       | Liste                                         | Voti   | %     | Seggi |
| ------------------------------------ | ------------------------------ | ------------------------------ | ------------------------------ | ------- | ------- | --------------------------------------------- | ------ | ----- | ----- |
|                                      | Ernesto Maggi ✔️ Sindaco       | 8 670                          | 64,71                          | 6 656   | 46,36   | Movimento Sociale Italiano - Destra Nazionale | 5 580  | 40,31 | 12    |
|                                      | Rita Guastamacchia             | 4 729                          | 35,29                          | 2 962   | 20,63   | Insieme per Mola                              | 2 273  | 16,42 | 2     |
| Partito della Rifondazione Comunista | Rita Guastamacchia             | 4 729                          | 35,29                          | 2 962   | 20,63   | 593                                           | 4,28   | –     |       |
| Seggio di coalizione                 | Seggio di coalizione           | Seggio di coalizione           | 35,29                          | 2 962   | 20,63   | 1                                             |        |       |       |
|                                      | Vincenzo Sansone               | Vincenzo Sansone               | Vincenzo Sansone               | 1 942   | 13,53   | Democrazia Cristiana                          | 2 343  | 16,92 | 2     |
| Seggio di coalizione                 | Seggio di coalizione           | Seggio di coalizione           | Vincenzo Sansone               | 1 942   | 13,53   | 1                                             |        |       |       |
|                                      | Ambrogio Muscatelli            | Ambrogio Muscatelli            | Ambrogio Muscatelli            | 1 604   | 11,17   | Eupolis - Mola città d'Europa                 | 1 511  | 10,91 | –     |
| Seggio di coalizione                 | Seggio di coalizione           | Seggio di coalizione           | Ambrogio Muscatelli            | 1 604   | 11,17   | 1                                             |        |       |       |
|                                      | Giovanni Battista Albertoranza | Giovanni Battista Albertoranza | Giovanni Battista Albertoranza | 742     | 5,17    | La Rete                                       | 849    | 6,13  | –     |
| Seggio di coalizione                 | Seggio di coalizione           | Seggio di coalizione           | Giovanni Battista Albertoranza | 742     | 5,17    | 1                                             |        |       |       |
|                                      | Pierdomenico Tribuzio          | Pierdomenico Tribuzio          | Pierdomenico Tribuzio          | 632     | 4,40    | Partito Socialista Italiano                   | 695    | 5,02  | –     |
| Totale                               | Totale                         | 13 399                         | 100                            | 14 358  | 100     |                                               | 13 844 | 100   | 20    |
|                                      |                                |                                |                                |         |         |                                               |        |       |       |
| Fonte: Ministero dell'interno        |                                |                                |                                |         |         |                                               |        |       |       |

1. ↑  Lista sostenuta da Partito Democratico della Sinistra e Partito Repubblicano Italiano.[14]
2. ↑  Lista sostenuta dalla Coldiretti.

#### Polignano a Mare
| Candidati                     | Candidati                    | II turno                    | II turno                    | I turno | I turno | Liste                                         | Voti   | %     | Seggi |
| Candidati                     | Candidati                    | Voti                        | %                           | Voti    | %       | Liste                                         | Voti   | %     | Seggi |
| ----------------------------- | ---------------------------- | --------------------------- | --------------------------- | ------- | ------- | --------------------------------------------- | ------ | ----- | ----- |
|                               | Simone Di Giorgio ✔️ Sindaco | 5 935                       | 60,09                       | 2 843   | 26,21   | Alleanza Popolare Progressista                | 2 636  | 24,83 | 12    |
|                               | Angelo Raffaele Bovino       | 3 942                       | 39,91                       | 2 800   | 25,81   | Democrazia Cristiana                          | 2 888  | 27,21 | 2     |
| Seggio di coalizione          | Seggio di coalizione         | Seggio di coalizione        | 39,91                       | 2 800   | 25,81   | 1                                             |        |       |       |
|                               | Vito De Donato               | Vito De Donato              | Vito De Donato              | 2 318   | 21,37   | Insieme per Polignano                         | 2 387  | 22,49 | 2     |
| Seggio di coalizione          | Seggio di coalizione         | Seggio di coalizione        | Vito De Donato              | 2 318   | 21,37   | 1                                             |        |       |       |
|                               | Domenico Lomelo              | Domenico Lomelo             | Domenico Lomelo             | 1 298   | 11,96   | Federazione dei Verdi                         | 1 114  | 10,49 | –     |
| Seggio di coalizione          | Seggio di coalizione         | Seggio di coalizione        | Domenico Lomelo             | 1 298   | 11,96   | 1                                             |        |       |       |
|                               | Isabella Masi                | Isabella Masi               | Isabella Masi               | 954     | 8,79    | Unità Democratica                             | 970    | 9,14  | –     |
| Seggio di coalizione          | Seggio di coalizione         | Seggio di coalizione        | Isabella Masi               | 954     | 8,79    | 1                                             |        |       |       |
|                               | Giacomo Calderaro De Cillis  | Giacomo Calderaro De Cillis | Giacomo Calderaro De Cillis | 502     | 4,63    | Movimento Sociale Italiano - Destra Nazionale | 469    | 4,42  | –     |
|                               | Dionisio Mazzone             | Dionisio Mazzone            | Dionisio Mazzone            | 134     | 1,24    | Partito della Rifondazione Comunista          | 151    | 1,42  | –     |
| Totale                        | Totale                       | 9 877                       | 100                         | 10 849  | 100     |                                               | 10 615 | 100   | 20    |
|                               |                              |                             |                             |         |         |                                               |        |       |       |
| Fonte: Ministero dell'interno |                              |                             |                             |         |         |                                               |        |       |       |

1. ↑  Lista sostenuta da Partito Socialista Italiano, Lista Pannella e Popolari per la Riforma.
2. ↑  Lista sostenuta dal Partito Repubblicano Italiano e da dissidenti di Democrazia Cristiana e Partito Socialista Italiano.

#### Triggiano
| Candidati                               | Candidati                             | II turno                    | II turno                    | I turno | I turno | Liste                                  | Voti   | %     | Seggi |
| Candidati                               | Candidati                             | Voti                        | %                           | Voti    | %       | Liste                                  | Voti   | %     | Seggi |
| --------------------------------------- | ------------------------------------- | --------------------------- | --------------------------- | ------- | ------- | -------------------------------------- | ------ | ----- | ----- |
|                                         | Vitangelo Giuseppe Dattoli ✔️ Sindaco | 5 327                       | 59,06                       | 3 863   | 27,88   | Alleanza di Programma                  | 2 313  | 17,51 | 6     |
| Partito Socialista Democratico Italiano | Vitangelo Giuseppe Dattoli ✔️ Sindaco | 5 327                       | 59,06                       | 3 863   | 27,88   | 1 431                                  | 10,84  | 3     |       |
|                                         | Mario Antonio Manzionna               | 3 692                       | 40,94                       | 3 463   | 24,99   | Democrazia Cristiana                   | 3 898  | 29,52 | 3     |
| Seggio di coalizione                    | Seggio di coalizione                  | Seggio di coalizione        | 40,94                       | 3 463   | 24,99   | 1                                      |        |       |       |
|                                         | Giuseppe Mario Vito Didonna           | Giuseppe Mario Vito Didonna | Giuseppe Mario Vito Didonna | 3 214   | 23,19   | Alleanza Popolare                      | 2 598  | 19,67 | 2     |
| Seggio di coalizione                    | Seggio di coalizione                  | Seggio di coalizione        | Giuseppe Mario Vito Didonna | 3 214   | 23,19   | 1                                      |        |       |       |
|                                         | Rosa Verdone                          | Rosa Verdone                | Rosa Verdone                | 2 657   | 19,17   | Partito Democratico della Sinistra (A) | 1 405  | 10,64 | 2     |
| Federazione dei Verdi                   | Rosa Verdone                          | Rosa Verdone                | Rosa Verdone                | 2 657   | 19,17   | 503                                    | 3,81   | 1     |       |
| Partito della Rifondazione Comunista    | Rosa Verdone                          | Rosa Verdone                | Rosa Verdone                | 2 657   | 19,17   | 485                                    | 3,67   | –     |       |
| Seggio di coalizione                    | Seggio di coalizione                  | Seggio di coalizione        | Rosa Verdone                | 2 657   | 19,17   | 1                                      |        |       |       |
|                                         | Domenico Petronelli                   | Domenico Petronelli         | Domenico Petronelli         | 661     | 4,77    | Lista civica Solidarietà Progresso     | 573    | 4,34  | –     |
| Totale                                  | Totale                                | 9 019                       | 100                         | 13 858  | 100     |                                        | 13 206 | 100   | 20    |
|                                         |                                       |                             |                             |         |         |                                        |        |       |       |
| Fonte: Ministero dell'interno           |                                       |                             |                             |         |         |                                        |        |       |       |

1. ↑  Lista sostenuta dal Partito Socialista Italiano.
2. ↑  Lista sostenuta da Movimento Sociale Italiano - Destra Nazionale, Partito Repubblicano Italiano, Partito Liberale Italiano e Popolari per la Riforma.

### Provincia di Brindisi

#### Carovigno
|                               | Agostino Scalera ✔️ Sindaco | Democrazia Cristiana                          | 3 123 | 32,49 | 13 |  |  |  |  |
|                               | Pasquale Greco              | Eterogenea                                    | 2 955 | 30,74 | 4  |  |  |  |  |
|                               | Giuseppe Carlo Annichiarico | Civici di area governativa                    | 2 760 | 28,71 | 3  |  |  |  |  |
|                               | Pietro Bellanova            | Movimento Sociale Italiano - Destra Nazionale | 400   | 4,16  | –  |  |  |  |  |
|                               | Leonardo Tommaso Russo      | Lista civica                                  | 375   | 3,90  | –  |  |  |  |  |
| Totale                        | Totale                      |                                               | 9 613 | 100   | 20 |  |  |  |  |
|                               |                             |                                               |       |       |    |  |  |  |  |
| Fonte: Ministero dell'interno |                             |                                               |       |       |    |  |  |  |  |

#### Cellino San Marco
|                               | Marco Cascione ✔️ Sindaco   | Mista di centro | 2 180 | 45,70 | 11 |  |  |  |  |
|                               | Omero Molendini-Macchitella | Eterogenea      | 1 436 | 30,10 | 3  |  |  |  |  |
|                               | Marina Tafuro               | Eterogenea      | 1 154 | 24,19 | 2  |  |  |  |  |
| Totale                        | Totale                      |                 | 4 770 | 100   | 16 |  |  |  |  |
|                               |                             |                 |       |       |    |  |  |  |  |
| Fonte: Ministero dell'interno |                             |                 |       |       |    |  |  |  |  |

#### Cisternino
|                               | Quirico Punzi ✔️ Sindaco | Eterogenea                           | 3 782 | 45,08 | 13 |  |  |  |  |
|                               | Mario Convertini         | Eterogenea                           | 2 505 | 29,86 | 4  |  |  |  |  |
|                               | Pantaleone Caroli        | Eterogenea                           | 1 850 | 22,05 | 3  |  |  |  |  |
|                               | Giuseppe Palazzo         | Partito della Rifondazione Comunista | 253   | 3,02  | –  |  |  |  |  |
| Totale                        | Totale                   |                                      | 8 390 | 100   | 20 |  |  |  |  |
|                               |                          |                                      |       |       |    |  |  |  |  |
| Fonte: Ministero dell'interno |                          |                                      |       |       |    |  |  |  |  |

#### Oria
| Candidati                                                                | Candidati                         | II turno             | II turno          | I turno | I turno | Liste                                             | Voti  | %     | Seggi |
| Candidati                                                                | Candidati                         | Voti                 | %                 | Voti    | %       | Liste                                             | Voti  | %     | Seggi |
| ------------------------------------------------------------------------ | --------------------------------- | -------------------- | ----------------- | ------- | ------- | ------------------------------------------------- | ----- | ----- | ----- |
|                                                                          | Sergio Giuseppe Ardito ✔️ Sindaco | 4 363                | 54,56             | 2 501   | 26,93   | Partito Democratico della Sinistra                | 1 313 | 15,01 | 4     |
| Partito della Rifondazione Comunista                                     | Sergio Giuseppe Ardito ✔️ Sindaco | 4 363                | 54,56             | 2 501   | 26,93   | 536                                               | 6,13  | 1     |       |
|                                                                          | Cosimo Pesce                      | 3 633                | 45,44             | 2 281   | 24,56   | Democrazia Cristiana                              | 1 982 | 22,65 | 3     |
| Liberal-Socialisti Riformisti Europei Insieme per il Cambiamento di Oria | Cosimo Pesce                      | 3 633                | 45,44             | 2 281   | 24,56   | 712                                               | 8,14  | 1     |       |
| Seggio di coalizione                                                     | Seggio di coalizione              | Seggio di coalizione | 45,44             | 2 281   | 24,56   | 1                                                 |       |       |       |
|                                                                          | Tommaso Pomarico                  | Tommaso Pomarico     | Tommaso Pomarico  | 1 506   | 16,21   | Movimento Sociale Italiano - Destra Nazionale (B) | 1 313 | 15,01 | 2     |
| Seggio di coalizione                                                     | Seggio di coalizione              | Seggio di coalizione | Tommaso Pomarico  | 1 506   | 16,21   | 1                                                 |       |       |       |
|                                                                          | Pasquale Spina                    | Pasquale Spina       | Pasquale Spina    | 1 506   | 16,21   | Rinnovamento Cattolici e Laici (A)                | 1 329 | 15,19 | 3     |
| Seggio di coalizione                                                     | Seggio di coalizione              | Seggio di coalizione | Pasquale Spina    | 1 506   | 16,21   | 1                                                 |       |       |       |
|                                                                          | Barsanofia Monaco                 | Barsanofia Monaco    | Barsanofia Monaco | 1 136   | 12,23   | Partito Socialista Democratico Italiano (A)       |       |       | 1     |
| Seggio di coalizione                                                     | Seggio di coalizione              | Seggio di coalizione | Barsanofia Monaco | 1 136   | 12,23   | 1                                                 |       |       |       |
|                                                                          | Luigi Perrucci                    | Luigi Perrucci       | Luigi Perrucci    | 438     | 4,72    | Partito Repubblicano Italiano (B)                 | 423   | 4,83  | –     |
| Totale                                                                   | Totale                            | 7 996                | 100               | 9 288   | 100     |                                                   | 8 749 | 100   | 20    |
|                                                                          |                                   |                      |                   |         |         |                                                   |       |       |       |
| Fonte: Ministero dell'interno                                            |                                   |                      |                   |         |         |                                                   |       |       |       |

#### San Donaci
|                               | Michele De Filippis ✔️ Sindaco | Eterogenea | 3 907 | 100,00 | 11 |  |  |  |  |
| Totale                        | Totale                         |            | 3 907 | 100    | 11 |  |  |  |  |
|                               |                                |            |       |        |    |  |  |  |  |
| Fonte: Ministero dell'interno |                                |            |       |        |    |  |  |  |  |

#### San Vito dei Normanni
| Candidati                     | Candidati                         | II turno               | II turno               | I turno | I turno | Liste                  | Voti   | %     | Seggi |
| Candidati                     | Candidati                         | Voti                   | %                      | Voti    | %       | Liste                  | Voti   | %     | Seggi |
| ----------------------------- | --------------------------------- | ---------------------- | ---------------------- | ------- | ------- | ---------------------- | ------ | ----- | ----- |
|                               | Antonio Michele Trizza ✔️ Sindaco | 7 045                  | 53,87                  | 4 182   | 30,86   | Insieme per San Vito   | 4 000  | 30,26 | 12    |
|                               | Rosa Stanisci                     | 6 033                  | 46,13                  | 4 794   | 35,37   | Nuove Alleanze         | 4 505  | 34,08 | 3     |
| Seggio di coalizione          | Seggio di coalizione              | Seggio di coalizione   | 46,13                  | 4 794   | 35,37   | 1                      |        |       |       |
|                               | Vincenzo Iaia                     | Vincenzo Iaia          | Vincenzo Iaia          | 3 487   | 25,73   | Democrazia Cristiana   | 3 580  | 27,08 | 2     |
| Seggio di coalizione          | Seggio di coalizione              | Seggio di coalizione   | Vincenzo Iaia          | 3 487   | 25,73   | 1                      |        |       |       |
|                               | Annibale Giuseppe Iaia            | Annibale Giuseppe Iaia | Annibale Giuseppe Iaia | 1 089   | 8,04    | Uniti per il Progresso | 1 133  | 8,57  | –     |
| Seggio di coalizione          | Seggio di coalizione              | Seggio di coalizione   | Annibale Giuseppe Iaia | 1 089   | 8,04    | 1                      |        |       |       |
| Totale                        | Totale                            | 13 078                 | 100                    | 13 552  | 100     |                        | 13 218 | 100   | 20    |
|                               |                                   |                        |                        |         |         |                        |        |       |       |
| Fonte: Ministero dell'interno |                                   |                        |                        |         |         |                        |        |       |       |

#### Torre Santa Susanna
|                               | Carmine Gianfreda ✔️ Sindaco | Civici di area governativa         | 2 739 | 42,52 | 13 |  |  |  |  |
|                               | Michele Saccomanno           | Eterogenea                         | 1 305 | 20,26 | 3  |  |  |  |  |
|                               | Giuseppe Oronzo Protino      | Eterogenea                         | 1 227 | 19,05 | 2  |  |  |  |  |
|                               | Concetta Guida in De Punzo   | Partito Democratico della Sinistra | 1 171 | 18,18 | 2  |  |  |  |  |
| Totale                        | Totale                       |                                    | 6 442 | 100   | 20 |  |  |  |  |
|                               |                              |                                    |       |       |    |  |  |  |  |
| Fonte: Ministero dell'interno |                              |                                    |       |       |    |  |  |  |  |

1. ↑  Lista sostenuta da Democrazia Cristiana, Partito Repubblicano Italiano e Partito Socialista Italiano.
2. ↑  Lista sostenuta dal Movimento Sociale Italiano - Destra Nazionale.

### Provincia di Foggia

#### Alberona
|                               | Alessandro Onorato ✔️ Sindaco | Democrazia Cristiana | 535 | 57,40 | 8  |  |  |  |  |
|                               | Mario Marucci                 | Indipendenti         | 397 | 42,60 | 4  |  |  |  |  |
| Totale                        | Totale                        |                      | 932 | 100   | 12 |  |  |  |  |
|                               |                               |                      |     |       |    |  |  |  |  |
| Fonte: Ministero dell'interno |                               |                      |     |       |    |  |  |  |  |

#### Anzano di Puglia
|                               | Antonio Rossi ✔️ Sindaco | Eterogenea           | 864   | 66,67 | 8  |  |  |  |  |
|                               | Mariano Beniamino Melino | Democrazia Cristiana | 432   | 33,33 | 4  |  |  |  |  |
| Totale                        | Totale                   |                      | 1 296 | 100   | 12 |  |  |  |  |
|                               |                          |                      |       |       |    |  |  |  |  |
| Fonte: Ministero dell'interno |                          |                      |       |       |    |  |  |  |  |

1. ↑  Lista sostenuta da Partito Socialista Italiano, Partito Socialista Democratico Italiano e Partito Democratico della Sinistra.

#### Candela
|                               | Donato Sena ✔️ Sindaco | Democrazia Cristiana                          | 805   | 41,32 | 8  |  |  |  |  |
|                               | Leonardo Schiavone     | Lista civica                                  | 701   | 35,99 | 3  |  |  |  |  |
|                               | Alfonso Silvestris     | Indipendenti                                  | 271   | 13,91 | 1  |  |  |  |  |
|                               | Serafino Gatta         | Movimento Sociale Italiano - Destra Nazionale | 171   | 8,78  | –  |  |  |  |  |
| Totale                        | Totale                 |                                               | 1 948 | 100   | 12 |  |  |  |  |
|                               |                        |                                               |       |       |    |  |  |  |  |
| Fonte: Ministero dell'interno |                        |                                               |       |       |    |  |  |  |  |

#### Ischitella
|                               | Francesco Carlo Giordano ✔️ Sindaco | Eterogenea | 1 604 | 54,04 | 11 |  |  |  |  |
|                               | Nazzareno Voto                      | Eterogenea | 1 364 | 45,96 | 5  |  |  |  |  |
| Totale                        | Totale                              |            | 2 968 | 100   | 16 |  |  |  |  |
|                               |                                     |            |       |       |    |  |  |  |  |
| Fonte: Ministero dell'interno |                                     |            |       |       |    |  |  |  |  |

1. ↑  Lista sostenuta da Partito Socialista Italiano, Democrazia Cristiana e Movimento Sociale Italiano - Destra Nazionale.
2. ↑  Lista sostenuta dal Partito Democratico della Sinistra.

#### Margherita di Savoia
|                               | Giuseppe Piazzolla ✔️ Sindaco | Torrione                                      | 2 523 | 30,16 | 13 |  |  |  |  |
|                               | Bernardo Lodispoto            | Partito Socialista Italiano                   | 2 358 | 28,19 | 3  |  |  |  |  |
|                               | Salvatore Camporeale          | Civici di area governativa                    | 2 289 | 27,37 | 3  |  |  |  |  |
|                               | Antonio Di Lecce              | Eterogenea                                    | 677   | 8,09  | 1  |  |  |  |  |
|                               | Grazia Conversa               | Movimento Sociale Italiano - Destra Nazionale | 517   | 6,18  | –  |  |  |  |  |
| Totale                        | Totale                        |                                               | 8 364 | 100   | 20 |  |  |  |  |
|                               |                               |                                               |       |       |    |  |  |  |  |
| Fonte: Ministero dell'interno |                               |                                               |       |       |    |  |  |  |  |

1. ↑  Lista sostenuta da Democrazia Cristiana, Partito Repubblicano Italiano, Partito Liberale Italiano e Partito Democratico della Sinistra.

#### Ordona
|                               | Michele Pastore ✔️ Sindaco | Civici di area governativa                    | 708   | 43,22 | 8  |  |  |  |  |
|                               | Maria Grazia Cericola      | Civici di area governativa                    | 489   | 29,85 | 3  |  |  |  |  |
|                               | Ambretta Cacciaguerra      | Partito Socialista Democratico Italiano       | 214   | 13,06 | 1  |  |  |  |  |
|                               | Francesco De Gregorio      | Partito Democratico della Sinistra            | 134   | 8,18  | –  |  |  |  |  |
|                               | Giuseppe Antonio Troccoli  | Movimento Sociale Italiano - Destra Nazionale | 93    | 5,68  | –  |  |  |  |  |
| Totale                        | Totale                     |                                               | 1 638 | 100   | 12 |  |  |  |  |
|                               |                            |                                               |       |       |    |  |  |  |  |
| Fonte: Ministero dell'interno |                            |                                               |       |       |    |  |  |  |  |

1. ↑  Lista sostenuta dalla Democrazia Cristiana.
2. ↑  Lista sostenuta dal Partito Socialista Italiano.

#### Rignano Garganico
|                               | Pietro Bergantino ✔️ Sindaco | Mista di sinistra | 882   | 50,72 | 8  |  |  |  |  |
|                               | Vincenzo Addolorato Di Fiore | Eterogenea        | 606   | 34,85 | 3  |  |  |  |  |
|                               | Venanzio Ponziano            | Indipendenti      | 187   | 10,75 | 1  |  |  |  |  |
|                               | Carmela Grasso               | Lista civica      | 64    | 3,68  | –  |  |  |  |  |
| Totale                        | Totale                       |                   | 1 739 | 100   | 12 |  |  |  |  |
|                               |                              |                   |       |       |    |  |  |  |  |
| Fonte: Ministero dell'interno |                              |                   |       |       |    |  |  |  |  |

1. ↑  Lista sostenuta da Partito Democratico della Sinistra e Partito Socialista Italiano.
2. ↑  Lista sostenuta dalla Democrazia Cristiana.

#### Roseto Valfortore
|                               | Enrico Mario Fernando Monaco ✔️ Sindaco | Democrazia Cristiana | 565 | 57,89 | 8  |  |  |  |  |
|                               | Stanislao Pompeo Decio Falcone          | Indipendenti         | 411 | 42,11 | 4  |  |  |  |  |
| Totale                        | Totale                                  |                      | 976 | 100   | 12 |  |  |  |  |
|                               |                                         |                      |     |       |    |  |  |  |  |
| Fonte: Ministero dell'interno |                                         |                      |     |       |    |  |  |  |  |

1. ↑  Lista sostenuta dal Partito Socialista Democratico Italiano.

#### San Marco in Lamis
| Candidati                     | Candidati                  | II turno             | II turno           | I turno | I turno | Liste                                             | Voti  | %     | Seggi |
| Candidati                     | Candidati                  | Voti                 | %                  | Voti    | %       | Liste                                             | Voti  | %     | Seggi |
| ----------------------------- | -------------------------- | -------------------- | ------------------ | ------- | ------- | ------------------------------------------------- | ----- | ----- | ----- |
|                               | Michele Galante ✔️ Sindaco | 5 234                | 61,30              | 2 826   | 30,64   | Partito Democratico della Sinistra                | 2 538 | 28,02 | 7     |
|                               | Pasquale Spagnoli          | 3 305                | 38,70              | 2 155   | 23,36   | Democrazia Cristiana                              | 2 250 | 24,84 | 4     |
| Seggio di coalizione          | Seggio di coalizione       | Seggio di coalizione | 38,70              | 2 155   | 23,36   | 1                                                 |       |       |       |
|                               | Nazario Di Carlo           | Nazario Di Carlo     | Nazario Di Carlo   | 1 690   | 18,32   | Movimento Sociale Italiano - Destra Nazionale (B) | 1 620 | 17,88 | 1     |
| Seggio di coalizione          | Seggio di coalizione       | Seggio di coalizione | Nazario Di Carlo   | 1 690   | 18,32   | 1                                                 |       |       |       |
|                               | Angelo Nardella            | Angelo Nardella      | Angelo Nardella    | 1 271   | 13,78   | Lista civica La città ai cittadini                | 1 254 | 13,84 | 2     |
| Seggio di coalizione          | Seggio di coalizione       | Seggio di coalizione | Angelo Nardella    | 1 271   | 13,78   | 1                                                 |       |       |       |
|                               | Maria Donata Guida         | Maria Donata Guida   | Maria Donata Guida | 673     | 7,30    | Partito della Rifondazione Comunista (A)          | 676   | 7,46  | 1     |
| Seggio di coalizione          | Seggio di coalizione       | Seggio di coalizione | Maria Donata Guida | 673     | 7,30    | 1                                                 |       |       |       |
|                               | Marcello Paragone          | Marcello Paragone    | Marcello Paragone  | 609     | 6,60    | Movimento Popolare                                | 720   | 7,95  | –     |
| Seggio di coalizione          | Seggio di coalizione       | Seggio di coalizione | Marcello Paragone  | 609     | 6,60    | 1                                                 |       |       |       |
| Totale                        | Totale                     | 8 539                | 100                | 9 224   | 100     |                                                   | 9 058 | 100   | 20    |
|                               |                            |                      |                    |         |         |                                                   |       |       |       |
| Fonte: Ministero dell'interno |                            |                      |                    |         |         |                                                   |       |       |       |

#### San Paolo di Civitate
|                               | Antonio Luigi Grimaldi ✔️ Sindaco | Eterogenea                                    | 1 483 | 38,63 | 11 |  |  |  |  |
|                               | Michele Altieri                   | Partito Socialista Italiano                   | 933   | 24,30 | 2  |  |  |  |  |
|                               | Maria Concetta Cordisco           | Democrazia Cristiana                          | 785   | 20,45 | 2  |  |  |  |  |
|                               | Francesco Paolo Perricone         | Movimento Sociale Italiano - Destra Nazionale | 638   | 16,62 | 1  |  |  |  |  |
| Totale                        | Totale                            |                                               | 3 839 | 100   | 16 |  |  |  |  |
|                               |                                   |                                               |       |       |    |  |  |  |  |
| Fonte: Ministero dell'interno |                                   |                                               |       |       |    |  |  |  |  |

1. ↑  Lista sostenuta da Partito Democratico della Sinistra e Partito Socialista Democratico Italiano.

#### Serracapriola
|                               | Filippo Mascolo ✔️ Sindaco | Movimento Pro Serracapriola                   | 1 129 | 34,90 | 11 |  |  |  |  |
|                               | Michele Giuseppe Caccavone | Mista di sinistra                             | 1 035 | 31,99 | 3  |  |  |  |  |
|                               | Anna Leonlide Cacchione    | Alleanza Popolare                             | 553   | 17,09 | 1  |  |  |  |  |
|                               | Fabrizio Maria Gatta       | Movimento Sociale Italiano - Destra Nazionale | 518   | 16,01 | 1  |  |  |  |  |
| Totale                        | Totale                     |                                               | 3 235 | 100   | 16 |  |  |  |  |
|                               |                            |                                               |       |       |    |  |  |  |  |
| Fonte: Ministero dell'interno |                            |                                               |       |       |    |  |  |  |  |

1. ↑  Lista sostenuta da Coldiretti e Legambiente.
2. ↑  Lista sostenuta dal Partito Democratico della Sinistra.
3. ↑  Lista sostenuta da Democrazia Cristiana, Partito Socialista Italiano, Partito Socialista Democratico Italiano e Partito della Rifondazione Comunista.

#### Trinitapoli
|                               | Giuseppe Brandi ✔️ Sindaco | Eterogenea   | 3 618 | 42,47 | 13 |  |  |  |  |
|                               | Nicola Di Feo              | Eterogenea   | 3 170 | 37,21 | 5  |  |  |  |  |
|                               | Gianfranco Pietro Aquilino | Indipendenti | 1 731 | 20,32 | 2  |  |  |  |  |
| Totale                        | Totale                     |              | 8 519 | 100   | 20 |  |  |  |  |
|                               |                            |              |       |       |    |  |  |  |  |
| Fonte: Ministero dell'interno |                            |              |       |       |    |  |  |  |  |

1. ↑  Lista sostenuta da Partito Democratico della Sinistra, Partito della Rifondazione Comunista, Partito Socialista Italiano e Partito Socialista Democratico Italiano.
2. ↑  Lista sostenuta dalla Democrazia Cristiana.

#### Zapponeta
|                               | Savino Di Noia ✔️ Sindaco | Partito Democratico della Sinistra | 1 031 | 54,69 | 8  |  |  |  |  |
|                               | Francesco Di Noia         | Eterogenea                         | 854   | 45,31 | 4  |  |  |  |  |
| Totale                        | Totale                    |                                    | 1 885 | 100   | 12 |  |  |  |  |
|                               |                           |                                    |       |       |    |  |  |  |  |
| Fonte: Ministero dell'interno |                           |                                    |       |       |    |  |  |  |  |

### Provincia di Lecce

#### Alessano
|                               | Cosimo Del Casale ✔️ Sindaco | Lista civica                         | 1 986 | 45,69 | 11 |  |  |  |  |
|                               | Rinaldo Cosimo Rizzo         | Democrazia Cristiana                 | 1 423 | 32,74 | 3  |  |  |  |  |
|                               | Antonio Caloro               | Civici di area governativa           | 789   | 18,15 | 2  |  |  |  |  |
|                               | Raimondo Massaro             | Partito della Rifondazione Comunista | 149   | 3,43  | –  |  |  |  |  |
| Totale                        | Totale                       |                                      | 4 347 | 100   | 16 |  |  |  |  |
|                               |                              |                                      |       |       |    |  |  |  |  |
| Fonte: Ministero dell'interno |                              |                                      |       |       |    |  |  |  |  |

1. ↑  Lista sostenuta da Partito Democratico della Sinistra e Partito Socialista Italiano.

#### Alezio
|                               | Giovanna Teresa Nisco ✔️ Sindaco | Democrazia Cristiana                          | 1 785 | 51,03 | 11 |  |  |  |  |
|                               | Fernando D'Aprile                | Lista civica                                  | 1 330 | 38,02 | 4  |  |  |  |  |
|                               | Sandro Buccarella                | Movimento Sociale Italiano - Destra Nazionale | 383   | 10,95 | 1  |  |  |  |  |
| Totale                        | Totale                           |                                               | 3 498 | 100   | 16 |  |  |  |  |
|                               |                                  |                                               |       |       |    |  |  |  |  |
| Fonte: Ministero dell'interno |                                  |                                               |       |       |    |  |  |  |  |

#### Alliste
|                               | Giuseppe Arcano ✔️ Sindaco | Democrazia Cristiana | 1 767 | 43,39 | 11 |  |  |  |  |
|                               | Vincenzo Marinosci         | Lista civica         | 1 324 | 32,51 | 3  |  |  |  |  |
|                               | Damiano Alemanno Cavalera  | Lista civica         | 981   | 24,09 | 2  |  |  |  |  |
| Totale                        | Totale                     |                      | 4 072 | 100   | 16 |  |  |  |  |
|                               |                            |                      |       |       |    |  |  |  |  |
| Fonte: Ministero dell'interno |                            |                      |       |       |    |  |  |  |  |

1. ↑  Lista sostenuta dal Partito Socialista Italiano.

#### Castro
|                               | Giuseppe Coluccia ✔️ Sindaco | Lista civica | 928   | 53,21 | 8  |  |  |  |  |
|                               | Luigi Carrozzo               | Lista civica | 816   | 46,79 | 4  |  |  |  |  |
| Totale                        | Totale                       |              | 1 744 | 100   | 12 |  |  |  |  |
|                               |                              |              |       |       |    |  |  |  |  |
| Fonte: Ministero dell'interno |                              |              |       |       |    |  |  |  |  |

1. ↑  Lista sostenuta dalla Democrazia Cristiana.
2. ↑  Lista sostenuta dal Partito Socialista Italiano.

#### Corigliano d'Otranto
|                               | Amedeo Nicola Specchia ✔️ Sindaco | Civici di area governativa | 1 927 | 50,92 | 11 |  |  |  |  |
|                               | Fernando Donno                    | Lista civica               | 1 857 | 49,08 | 5  |  |  |  |  |
| Totale                        | Totale                            |                            | 3 784 | 100   | 16 |  |  |  |  |
|                               |                                   |                            |       |       |    |  |  |  |  |
| Fonte: Ministero dell'interno |                                   |                            |       |       |    |  |  |  |  |

1. ↑  Lista sostenuta da Democrazia Cristiana e Partito Socialista Italiano.
2. ↑  Lista sostenuta dal Partito Democratico della Sinistra.

#### Corsano
|                               | Biagio Caracciolo ✔️ Sindaco | Lista civica         | 1 062 | 29,40 | 11 |  |  |  |  |
|                               | Donato Chiarello Ciardo      | Alleanza Democratica | 1 008 | 27,91 | 2  |  |  |  |  |
|                               | Biagio Orlando               | Democrazia Cristiana | 775   | 21,46 | 2  |  |  |  |  |
|                               | Biagio Cazzato               | Lista civica         | 767   | 21,23 | 1  |  |  |  |  |
| Totale                        | Totale                       |                      | 3 612 | 100   | 16 |  |  |  |  |
|                               |                              |                      |       |       |    |  |  |  |  |
| Fonte: Ministero dell'interno |                              |                      |       |       |    |  |  |  |  |

1. ↑  Lista sostenuta dal Movimento Sociale Italiano - Destra Nazionale.
2. ↑  Lista sostenuta dal Partito Democratico della Sinistra.
3. ↑  Lista sostenuta dal Partito Socialista Italiano.

#### Galatina
| Candidati                          | Candidati                     | II turno              | II turno              | I turno | I turno | Liste                                         | Voti   | %     | Seggi |
| Candidati                          | Candidati                     | Voti                  | %                     | Voti    | %       | Liste                                         | Voti   | %     | Seggi |
| ---------------------------------- | ----------------------------- | --------------------- | --------------------- | ------- | ------- | --------------------------------------------- | ------ | ----- | ----- |
|                                    | Zeffirino Rizzelli ✔️ Sindaco | 11 221                | 76,11                 | 7 310   | 39,74   | Popolari                                      | 2 844  | 16,07 | 6     |
| Partito Democratico della Sinistra | Zeffirino Rizzelli ✔️ Sindaco | 11 221                | 76,11                 | 7 310   | 39,74   | 1 896                                         | 10,71  | 3     |       |
| Alleanza Democratica               | Zeffirino Rizzelli ✔️ Sindaco | 11 221                | 76,11                 | 7 310   | 39,74   | 1 707                                         | 9,64   | 3     |       |
|                                    | Giuseppe Mario Frau           | 3 522                 | 23,89                 | 3 686   | 20,04   | Democrazia Cristiana                          | 4 175  | 23,59 | 3     |
| Seggio di coalizione               | Seggio di coalizione          | Seggio di coalizione  | 23,89                 | 3 686   | 20,04   | 1                                             |        |       |       |
|                                    | Franco Egidio Romano          | Franco Egidio Romano  | Franco Egidio Romano  | 2 007   | 10,91   | Partito Socialista Italiano                   | 2 018  | 11,40 | –     |
| Seggio di coalizione               | Seggio di coalizione          | Seggio di coalizione  | Franco Egidio Romano  | 2 007   | 10,91   | 1                                             |        |       |       |
|                                    | Carlo Carmine Gervasi         | Carlo Carmine Gervasi | Carlo Carmine Gervasi | 1 858   | 10,10   | Movimento Sociale Italiano - Destra Nazionale | 1 658  | 9,37  | –     |
| Seggio di coalizione               | Seggio di coalizione          | Seggio di coalizione  | Carlo Carmine Gervasi | 1 858   | 10,10   | 1                                             |        |       |       |
|                                    | Gianfranco Vallone            | Gianfranco Vallone    | Gianfranco Vallone    | 1 388   | 7,55    | Partito Repubblicano Italiano                 | 1 328  | 7,50  | –     |
| Seggio di coalizione               | Seggio di coalizione          | Seggio di coalizione  | Gianfranco Vallone    | 1 388   | 7,55    | 1                                             |        |       |       |
|                                    | Carmine Perrone               | Carmine Perrone       | Carmine Perrone       | 1 100   | 5,98    | Alleanza Popolare                             | 1 107  | 6,25  | –     |
| Seggio di coalizione               | Seggio di coalizione          | Seggio di coalizione  | Carmine Perrone       | 1 100   | 5,98    | 1                                             |        |       |       |
|                                    | Lucio Romano                  | Lucio Romano          | Lucio Romano          | 774     | 4,21    | Partito della Rifondazione Comunista          | 737    | 4,16  | –     |
|                                    | Paolo Guido                   | Paolo Guido           | Paolo Guido           | 272     | 1,48    | Movimento Popolare Dinamismo Meridionale      | 231    | 1,31  | –     |
| Totale                             | Totale                        | 14 743                | 100                   | 18 395  | 100     |                                               | 17 701 | 100   | 20    |
|                                    |                               |                       |                       |         |         |                                               |        |       |       |
| Fonte: Ministero dell'interno      |                               |                       |                       |         |         |                                               |        |       |       |

#### Maglie
| Candidati                             | Candidati                           | II turno             | II turno      | I turno | I turno | Liste                                         | Voti  | %     | Seggi |
| Candidati                             | Candidati                           | Voti                 | %             | Voti    | %       | Liste                                         | Voti  | %     | Seggi |
| ------------------------------------- | ----------------------------------- | -------------------- | ------------- | ------- | ------- | --------------------------------------------- | ----- | ----- | ----- |
|                                       | Giulio Tamborino Frisari ✔️ Sindaco | 5 215                | 51,01         | 3 947   | 38,30   | Lista civica Rinascita magliese               | 3 486 | 35,05 | 7     |
|                                       | Francesco Chirilli                  | 5 009                | 48,99         | 4 967   | 48,20   | Democrazia Cristiana                          | 3 809 | 38,29 | 8     |
| Democratici e Progressisti per Maglie | Francesco Chirilli                  | 5 009                | 48,99         | 4 967   | 48,20   | 1 240                                         | 12,47 | 2     |       |
| Seggio di coalizione                  | Seggio di coalizione                | Seggio di coalizione | 48,99         | 4 967   | 48,20   | 1                                             |       |       |       |
|                                       | Vincenzo Calò                       | Vincenzo Calò        | Vincenzo Calò | 856     | 8,31    | Partito Democratico della Sinistra            | 833   | 8,37  | –     |
| Seggio di coalizione                  | Seggio di coalizione                | Seggio di coalizione | Vincenzo Calò | 856     | 8,31    | 1                                             |       |       |       |
|                                       | Carlo Toma                          | Carlo Toma           | Carlo Toma    | 536     | 5,20    | Movimento Sociale Italiano - Destra Nazionale | 579   | 5,82  | –     |
| Seggio di coalizione                  | Seggio di coalizione                | Seggio di coalizione | Carlo Toma    | 536     | 5,20    | 1                                             |       |       |       |
| Totale                                | Totale                              | 10 224               | 100           | 10 306  | 100     |                                               | 9 947 | 100   | 20    |
|                                       |                                     |                      |               |         |         |                                               |       |       |       |
| Fonte: Ministero dell'interno         |                                     |                      |               |         |         |                                               |       |       |       |

#### Melissano
|                               | Roberto Falconieri ✔️ Sindaco | Eterogenea           | 2 005 | 44,35 | 11 |  |  |  |  |
|                               | Ferruccio Caputo              | Alleanza Democratica | 1 429 | 31,61 | 3  |  |  |  |  |
|                               | Felice Corvaglia              | Eterogenea           | 1 087 | 24,04 | 2  |  |  |  |  |
| Totale                        | Totale                        |                      | 4 521 | 100   | 16 |  |  |  |  |
|                               |                               |                      |       |       |    |  |  |  |  |
| Fonte: Ministero dell'interno |                               |                      |       |       |    |  |  |  |  |

1. ↑  Lista sostenuta dal Partito Democratico della Sinistra.

#### Neviano
|                               | Antonio Carrisi ✔️ Sindaco | Democrazia Cristiana | 1 894 | 49,69 | 11 |  |  |  |  |
|                               | Eugenio Fonte              | Eterogenea           | 1 199 | 31,45 | 3  |  |  |  |  |
|                               | Luigi Costantini           | Alleanza Democratica | 719   | 18,86 | 2  |  |  |  |  |
| Totale                        | Totale                     |                      | 3 812 | 100   | 16 |  |  |  |  |
|                               |                            |                      |       |       |    |  |  |  |  |
| Fonte: Ministero dell'interno |                            |                      |       |       |    |  |  |  |  |

1. ↑  Lista sostenuta dal Partito Socialista Italiano.

#### Nociglia
|                               | Giuseppe Fracasso ✔️ Sindaco | Lista civica         | 941   | 51,85 | 8  |  |  |  |  |
|                               | Salvatore Falco              | Democrazia Cristiana | 874   | 48,15 | 4  |  |  |  |  |
| Totale                        | Totale                       |                      | 1 815 | 100   | 12 |  |  |  |  |
|                               |                              |                      |       |       |    |  |  |  |  |
| Fonte: Ministero dell'interno |                              |                      |       |       |    |  |  |  |  |

1. ↑  Lista sostenuta dal Partito Socialista Italiano.

#### Novoli
|                               | Ugo Quarta ✔️ Sindaco | Democrazia Cristiana | 278   | 4,76  | 11 |  |  |  |  |
|                               | Luigi De Matteis      | Lista civica         | 1 666 | 28,55 | 3  |  |  |  |  |
|                               | Renato Madaro         | Lista civica         | 1 387 | 23,77 | 2  |  |  |  |  |
| Totale                        | Totale                |                      | 5 836 | 100   | 16 |  |  |  |  |
|                               |                       |                      |       |       |    |  |  |  |  |
| Fonte: Ministero dell'interno |                       |                      |       |       |    |  |  |  |  |

1. ↑  Lista sostenuta dal Partito Socialista Italiano.

#### Patù
|                               | Ernesto Abaterusso ✔️ Sindaco | Lista civica         | 767   | 62,46 | 8  |  |  |  |  |
|                               | Angelo Giuseppe Galante       | Democrazia Cristiana | 461   | 37,54 | 4  |  |  |  |  |
| Totale                        | Totale                        |                      | 1 228 | 100   | 12 |  |  |  |  |
|                               |                               |                      |       |       |    |  |  |  |  |
| Fonte: Ministero dell'interno |                               |                      |       |       |    |  |  |  |  |

1. ↑  Lista sostenuta dal Partito Democratico della Sinistra.

#### Porto Cesareo
|                               | Ferruccio Roberto Mele ✔️ Sindaco | Lista civica                                  | 1 060 | 39,58 | 11 |  |  |  |  |
|                               | Giovanni Polimeno                 | Alleanza Democratica                          | 575   | 21,47 | 2  |  |  |  |  |
|                               | Luigi Saracino                    | Lista civica                                  | 557   | 20,80 | 2  |  |  |  |  |
|                               | Pasquale De Monte                 | Movimento Sociale Italiano - Destra Nazionale | 486   | 18,15 | 1  |  |  |  |  |
| Totale                        | Totale                            |                                               | 2 678 | 100   | 16 |  |  |  |  |
|                               |                                   |                                               |       |       |    |  |  |  |  |
| Fonte: Ministero dell'interno |                                   |                                               |       |       |    |  |  |  |  |

1. ↑  Lista sostenuta dalla Democrazia Cristiana.

#### Racale
|                               | Francesco Saverio Quarta Colosso ✔️ Sindaco | Democrazia Cristiana | 2 554 | 41,87 | 13 |  |  |  |  |
|                               | Massimo Basurto                             | Lista civica         | 2 550 | 41,80 | 5  |  |  |  |  |
|                               | Pietro Gaetani                              | Lista civica         | 996   | 16,33 | 2  |  |  |  |  |
| Totale                        | Totale                                      |                      | 6 100 | 100   | 20 |  |  |  |  |
|                               |                                             |                      |       |       |    |  |  |  |  |
| Fonte: Ministero dell'interno |                                             |                      |       |       |    |  |  |  |  |

1. ↑  Lista sostenuta dal Movimento Sociale Italiano - Destra Nazionale.
2. ↑  Lista sostenuta dal Partito Democratico della Sinistra.

#### Salve
|                               | Luigi Siciliano ✔️ Sindaco | Mista di sinistra          | 1 938 | 58,36 | 11 |  |  |  |  |
|                               | Mariano Calzolaro          | Civici di area governativa | 1 383 | 41,64 | 5  |  |  |  |  |
| Totale                        | Totale                     |                            | 3 321 | 100   | 16 |  |  |  |  |
|                               |                            |                            |       |       |    |  |  |  |  |
| Fonte: Ministero dell'interno |                            |                            |       |       |    |  |  |  |  |

1. ↑  Lista sostenuta dal Partito Democratico della Sinistra.

#### San Cassiano
|                               | Gabriele Petracca ✔️ Sindaco | Democrazia Cristiana | 1 283 | 100,00 | 8 |  |  |  |  |
| Totale                        | Totale                       |                      | 1 283 | 100    | 8 |  |  |  |  |
|                               |                              |                      |       |        |   |  |  |  |  |
| Fonte: Ministero dell'interno |                              |                      |       |        |   |  |  |  |  |

#### Sogliano Cavour
|                               | Angelo Polimeno ✔️ Sindaco | Lista civica         | 1 467 | 51,20 | 11 |  |  |  |  |
|                               | Nicola Valentini           | Democrazia Cristiana | 1 023 | 35,71 | 4  |  |  |  |  |
|                               | Giuseppe Lorenzo Congedo   | Lista civica         | 375   | 13,09 | 1  |  |  |  |  |
| Totale                        | Totale                     |                      | 2 865 | 100   | 16 |  |  |  |  |
|                               |                            |                      |       |       |    |  |  |  |  |
| Fonte: Ministero dell'interno |                            |                      |       |       |    |  |  |  |  |

1. ↑  Lista sostenuta da Partito Democratico della Sinistra e Partito Repubblicano Italiano.
2. ↑  Lista sostenuta dal Movimento Sociale Italiano - Destra Nazionale.

#### Squinzano
| Candidati                                    | Candidati                     | II turno              | II turno              | I turno | I turno | Liste                                             | Voti  | %     | Seggi |
| Candidati                                    | Candidati                     | Voti                  | %                     | Voti    | %       | Liste                                             | Voti  | %     | Seggi |
| -------------------------------------------- | ----------------------------- | --------------------- | --------------------- | ------- | ------- | ------------------------------------------------- | ----- | ----- | ----- |
|                                              | Anna Maria Serratì ✔️ Sindaca | 6 468                 | 67,65                 | 2 411   | 23,13   | Insieme per Squinzano                             | 1 647 | 16,50 | 5     |
| Alleanza Democratica Popolare                | Anna Maria Serratì ✔️ Sindaca | 6 468                 | 67,65                 | 2 411   | 23,13   | 283                                               | 2,84  | –     |       |
|                                              | Maurizio Scardia              | 3 093                 | 32,35                 | 2 281   | 21,88   | Democrazia Cristiana                              | 2 266 | 22,70 | 3     |
| Solidarietà per il Rinnovamento di Squinzano | Maurizio Scardia              | 3 093                 | 32,35                 | 2 281   | 21,88   | 627                                               | 6,28  | 1     |       |
| Seggio di coalizione                         | Seggio di coalizione          | Seggio di coalizione  | 32,35                 | 2 281   | 21,88   | 1                                                 |       |       |       |
|                                              | Massimo Renna                 | Massimo Renna         | Massimo Renna         | 2 035   | 19,52   | Cattolici Democratici (A)                         | 1 775 | 17,78 | 4     |
| Partito Socialista Democratico Italiano (A)  | Massimo Renna                 | Massimo Renna         | Massimo Renna         | 2 035   | 19,52   | 456                                               | 4,57  | 1     |       |
| Seggio di coalizione                         | Seggio di coalizione          | Seggio di coalizione  | Massimo Renna         | 2 035   | 19,52   | 1                                                 |       |       |       |
|                                              | Claudio Giangrande            | Claudio Giangrande    | Claudio Giangrande    | 1 075   | 10,31   | Il Campanile                                      | 616   | 6,17  | –     |
| Seggio di coalizione                         | Seggio di coalizione          | Seggio di coalizione  | Claudio Giangrande    | 1 075   | 10,31   | 1                                                 |       |       |       |
|                                              | Vincenzo Walter Marzo         | Vincenzo Walter Marzo | Vincenzo Walter Marzo | 975     | 9,35    | Movimento Sociale Italiano - Destra Nazionale (B) | 874   | 8,76  | –     |
| Seggio di coalizione                         | Seggio di coalizione          | Seggio di coalizione  | Vincenzo Walter Marzo | 975     | 9,35    | 1                                                 |       |       |       |
|                                              | Alberto Longo                 | Alberto Longo         | Alberto Longo         | 734     | 7,04    | Partito Socialista Italiano (A)                   | 620   | 6,21  | –     |
| Seggio di coalizione                         | Seggio di coalizione          | Seggio di coalizione  | Alberto Longo         | 734     | 7,04    | 1                                                 |       |       |       |
|                                              | Antonio Casilli               | Antonio Casilli       | Antonio Casilli       | 723     | 6,94    | La Rete                                           | 661   | 6,62  | –     |
| Seggio di coalizione                         | Seggio di coalizione          | Seggio di coalizione  | Antonio Casilli       | 723     | 6,94    | 1                                                 |       |       |       |
|                                              | Michele Enrico Leone          | Michele Enrico Leone  | Michele Enrico Leone  | 191     | 1,83    | Partito della Rifondazione Comunista              | 157   | 1,57  | –     |
| Totale                                       | Totale                        | 9 561                 | 100                   | 10 425  | 100     |                                                   | 9 982 | 100   | 20    |
|                                              |                               |                       |                       |         |         |                                                   |       |       |       |
| Fonte: Ministero dell'interno                |                               |                       |                       |         |         |                                                   |       |       |       |

#### Taviano
|                               | Lorenzo Ria ✔️ Sindaco | Alleanza Democratica | 5 926 | 73,39 | 13 |  |  |  |  |
|                               | Antonio Ferocino       | Democrazia Cristiana | 2 149 | 26,61 | 7  |  |  |  |  |
| Totale                        | Totale                 |                      | 8 075 | 100   | 20 |  |  |  |  |
|                               |                        |                      |       |       |    |  |  |  |  |
| Fonte: Ministero dell'interno |                        |                      |       |       |    |  |  |  |  |

1. ↑  Lista sostenuta da Partito Democratico della Sinistra e Partito Socialista Italiano.

#### Trepuzzi
Le elezioni comunali a Trepuzzi si tennero il 20 giugno 1993, con la vittoria di Giuseppe Taurino della Democrazia Cristiana; i risultati della tornata elettorale non sono riportati nell'archivio storico del Ministero dell'Interno. Secondo l'anagrafe degli amministratori locali e regionali, il consiglio comunale risultava così composto:
- Democrazia Cristiana: 6
- Partito Democratico della Sinistra: 4 (di cui uno indicato come "T.PDS")
- Partito Socialista Italiano: 3
- Indipendenti: 3
- Lista civica: 2
- Federazione dei Verdi: 1
- Movimento Sociale Italiano - Destra Nazionale: 1

#### Tricase
| Candidati                     | Candidati                 | II turno              | II turno              | I turno | I turno | Liste                              | Voti   | %     | Seggi |
| Candidati                     | Candidati                 | Voti                  | %                     | Voti    | %       | Liste                              | Voti   | %     | Seggi |
| ----------------------------- | ------------------------- | --------------------- | --------------------- | ------- | ------- | ---------------------------------- | ------ | ----- | ----- |
|                               | Luigi Ecclesia ✔️ Sindaco | 7 234                 | 71,01                 | 3 300   | 31,08   | Lista civica Solidarietà           | 2 977  | 28,82 | 12    |
|                               | Donato Valli              | 2 953                 | 28,99                 | 3 360   | 31,64   | Democrazia Cristiana               | 3 781  | 36,61 | 3     |
| Seggio di coalizione          | Seggio di coalizione      | Seggio di coalizione  | 28,99                 | 3 360   | 31,64   | 1                                  |        |       |       |
|                               | Ercole Morciano           | Ercole Morciano       | Ercole Morciano       | 2 626   | 24,73   | Città per l'Uomo                   | 2 609  | 25,26 | 2     |
| Seggio di coalizione          | Seggio di coalizione      | Seggio di coalizione  | Ercole Morciano       | 2 626   | 24,73   | 1                                  |        |       |       |
|                               | Maria Serena Iazzetti     | Maria Serena Iazzetti | Maria Serena Iazzetti | 1 333   | 12,55   | Partito Democratico della Sinistra | 961    | 9,30  | –     |
| Seggio di coalizione          | Seggio di coalizione      | Seggio di coalizione  | Maria Serena Iazzetti | 1 333   | 12,55   | 1                                  |        |       |       |
| Totale                        | Totale                    | 10 187                | 100                   | 10 619  | 100     |                                    | 10 328 | 100   | 20    |
|                               |                           |                       |                       |         |         |                                    |        |       |       |
| Fonte: Ministero dell'interno |                           |                       |                       |         |         |                                    |        |       |       |

1. ↑  Lista sostenuta dal Partito Socialista Italiano.

#### Veglie
|                               | Antonio Greco ✔️ Sindaco | Lista civica                                  | 3 555 | 40,09 | 13 |  |  |  |  |
|                               | Oronzo Sabato            | Democrazia Cristiana                          | 3 498 | 39,45 | 5  |  |  |  |  |
|                               | Mario Carlà              | Lista civica                                  | 1 248 | 14,07 | 2  |  |  |  |  |
|                               | Lorenzo Catamo           | Movimento Sociale Italiano - Destra Nazionale | 566   | 6,38  | –  |  |  |  |  |
| Totale                        | Totale                   |                                               | 8 867 | 100   | 20 |  |  |  |  |
|                               |                          |                                               |       |       |    |  |  |  |  |
| Fonte: Ministero dell'interno |                          |                                               |       |       |    |  |  |  |  |

1. ↑  Lista sostenuta da Partito Democratico della Sinistra, Partito Socialista Democratico Italiano, Partito Repubblicano Italiano e La Rete.

#### Vernole
|                               | Mario Mangione ✔️ Sindaco | Alleanza Democratica | 3 134 | 60,58 | 11 |  |  |  |  |
|                               | Antonio De Giorgi         | Lista civica         | 2 039 | 39,42 | 5  |  |  |  |  |
| Totale                        | Totale                    |                      | 5 173 | 100   | 16 |  |  |  |  |
|                               |                           |                      |       |       |    |  |  |  |  |
| Fonte: Ministero dell'interno |                           |                      |       |       |    |  |  |  |  |

1. ↑  Lista sostenuta dal Partito Socialista Italiano.

### Provincia di Taranto

#### Ginosa
| Candidati                     | Candidati                   | II turno             | II turno         | I turno | I turno | Liste                                         | Voti   | %     | Seggi |
| Candidati                     | Candidati                   | Voti                 | %                | Voti    | %       | Liste                                         | Voti   | %     | Seggi |
| ----------------------------- | --------------------------- | -------------------- | ---------------- | ------- | ------- | --------------------------------------------- | ------ | ----- | ----- |
|                               | Paolo Costantino ✔️ Sindaco | 8 125                | 65,24            | 5 071   | 37,35   | Uniti per Ricostruire                         | 4 434  | 33,52 | 12    |
|                               | Alessandro Calabrese        | 4 329                | 34,76            | 3 207   | 23,62   | Democrazia Cristiana                          | 3 564  | 26,94 | 3     |
| Seggio di coalizione          | Seggio di coalizione        | Seggio di coalizione | 34,76            | 3 207   | 23,62   | 1                                             |        |       |       |
|                               | Pietro Lospinuso            | Pietro Lospinuso     | Pietro Lospinuso | 2 208   | 16,26   | Movimento Sociale Italiano - Destra Nazionale | 1 841  | 13,92 | 1     |
| Seggio di coalizione          | Seggio di coalizione        | Seggio di coalizione | Pietro Lospinuso | 2 208   | 16,26   | 1                                             |        |       |       |
|                               | Aldo Strada                 | Aldo Strada          | Aldo Strada      | 1 562   | 11,51   | Insieme per Ginosa (A)                        | 2 050  | 15,50 | 1     |
| Seggio di coalizione          | Seggio di coalizione        | Seggio di coalizione | Aldo Strada      | 1 562   | 11,51   | 1                                             |        |       |       |
|                               | Stefano Giove               | Stefano Giove        | Stefano Giove    | 945     | 6,96    | Partito della Rifondazione Comunista          | 824    | 6,23  | –     |
|                               | Emanuele Volpe              | Emanuele Volpe       | Emanuele Volpe   | 583     | 4,29    | Partito Socialista Democratico Italiano       | 564    | 4,26  | –     |
| Totale                        | Totale                      | 12 454               | 100              | 13 576  | 100     |                                               | 13 227 | 100   | 20    |
|                               |                             |                      |                  |         |         |                                               |        |       |       |
| Fonte: Ministero dell'interno |                             |                      |                  |         |         |                                               |        |       |       |

#### Grottaglie
| Candidati                     | Candidati                 | II turno                  | II turno                  | I turno | I turno | Liste                                         | Voti   | %     | Seggi |
| Candidati                     | Candidati                 | Voti                      | %                         | Voti    | %       | Liste                                         | Voti   | %     | Seggi |
| ----------------------------- | ------------------------- | ------------------------- | ------------------------- | ------- | ------- | --------------------------------------------- | ------ | ----- | ----- |
|                               | Giuseppe Vinci ✔️ Sindaco | 10 282                    | 64,79                     | 4 586   | 25,33   | Partito Democratico della Sinistra            | 4 286  | 24,60 | 17    |
|                               | Giovanni Coviello         | 5 588                     | 35,21                     | 4 505   | 24,88   | Democrazia Cristiana                          | 4 945  | 28,38 | 4     |
| Seggio di coalizione          | Seggio di coalizione      | Seggio di coalizione      | 35,21                     | 4 505   | 24,88   | 1                                             |        |       |       |
|                               | Cosimo Annichiarico       | Cosimo Annichiarico       | Cosimo Annichiarico       | 2 539   | 14,02   | Progetto Città                                | 2 069  | 11,87 | 1     |
| Seggio di coalizione          | Seggio di coalizione      | Seggio di coalizione      | Cosimo Annichiarico       | 2 539   | 14,02   | 1                                             |        |       |       |
|                               | Arnaldo Emanuele Di Palma | Arnaldo Emanuele Di Palma | Arnaldo Emanuele Di Palma | 1 699   | 9,38    | Partito della Rifondazione Comunista          | 1 649  | 9,46  | 1     |
| Seggio di coalizione          | Seggio di coalizione      | Seggio di coalizione      | Arnaldo Emanuele Di Palma | 1 699   | 9,38    | 1                                             |        |       |       |
|                               | Michele Mirelli           | Michele Mirelli           | Michele Mirelli           | 1 636   | 9,04    | Movimento Sociale Italiano - Destra Nazionale | 1 515  | 8,69  | –     |
| Seggio di coalizione          | Seggio di coalizione      | Seggio di coalizione      | Michele Mirelli           | 1 636   | 9,04    | 1                                             |        |       |       |
|                               | Luca Giannotte            | Luca Giannotte            | Luca Giannotte            | 1 296   | 7,16    | Uniti per Grottaglie                          | 1 192  | 6,84  | –     |
| Seggio di coalizione          | Seggio di coalizione      | Seggio di coalizione      | Luca Giannotte            | 1 296   | 7,16    | 1                                             |        |       |       |
|                               | Mario Claviten Lenti      | Mario Claviten Lenti      | Mario Claviten Lenti      | 792     | 4,37    | Partito Socialista Democratico Italiano       | 833    | 4,78  | –     |
| Seggio di coalizione          | Seggio di coalizione      | Seggio di coalizione      | Mario Claviten Lenti      | 792     | 4,37    | 1                                             |        |       |       |
|                               | Pasquale Martino          | Pasquale Martino          | Pasquale Martino          | 634     | 3,50    | Socialisti per Grottaglie                     | 592    | 3,40  | –     |
|                               | Michele Santoro           | Michele Santoro           | Michele Santoro           | 417     | 2,30    | Grottaglie per i Grottagliesi (A)             | 343    | 1,97  | –     |
| Seggio di coalizione          | Seggio di coalizione      | Seggio di coalizione      | Michele Santoro           | 417     | 2,30    | 1                                             |        |       |       |
| Totale                        | Totale                    | 15 870                    | 100                       | 18 104  | 100     |                                               | 17 424 | 100   | 30    |
|                               |                           |                           |                           |         |         |                                               |        |       |       |
| Fonte: Ministero dell'interno |                           |                           |                           |         |         |                                               |        |       |       |

#### Lizzano
|                               | Antonio Clemente Cavallo ✔️ Sindaco | Democrazia Cristiana                          | 1 868 | 30,83 | 11 |  |  |  |  |
|                               | Francesco Gaetano Summa             | Eterogenea                                    | 1 587 | 26,19 | 2  |  |  |  |  |
|                               | Cosimo Damiano Delauro              | Partito Liberale Italiano                     | 785   | 12,95 | 1  |  |  |  |  |
|                               | Veronica Patrizia Buccolieri        | Movimento Sociale Italiano - Destra Nazionale | 773   | 12,76 | 1  |  |  |  |  |
|                               | Donato Paradiso                     | Partito della Rifondazione Comunista          | 546   | 9,01  | 1  |  |  |  |  |
|                               | Giuseppe Quaranta                   | Mista di sinistra                             | 501   | 8,27  | –  |  |  |  |  |
| Totale                        | Totale                              |                                               | 6 060 | 100   | 16 |  |  |  |  |
|                               |                                     |                                               |       |       |    |  |  |  |  |
| Fonte: Ministero dell'interno |                                     |                                               |       |       |    |  |  |  |  |

1. ↑  Lista sostenuta dal Partito Socialista Italiano.

#### Martina Franca
| Candidati                          | Candidati                    | II turno             | II turno          | I turno | I turno | Liste                                         | Voti   | %     | Seggi |
| Candidati                          | Candidati                    | Voti                 | %                 | Voti    | %       | Liste                                         | Voti   | %     | Seggi |
| ---------------------------------- | ---------------------------- | -------------------- | ----------------- | ------- | ------- | --------------------------------------------- | ------ | ----- | ----- |
|                                    | Martino Margiotta ✔️ Sindaco | 17 956               | 65,56             | 12 416  | 41,55   | Martina Libera e Solidale                     | 5 395  | 19,31 | 7     |
| Partito Democratico della Sinistra | Martino Margiotta ✔️ Sindaco | 17 956               | 65,56             | 12 416  | 41,55   | 2 900                                         | 10,38  | 3     |       |
| La Rete                            | Martino Margiotta ✔️ Sindaco | 17 956               | 65,56             | 12 416  | 41,55   | 1 406                                         | 5,03   | 1     |       |
|                                    | Giuseppe Gaetano Marangi     | 9 433                | 34,44             | 12 327  | 41,25   | Democrazia Cristiana                          | 14 460 | 51,75 | 15    |
| Seggio di coalizione               | Seggio di coalizione         | Seggio di coalizione | 34,44             | 12 327  | 41,25   | 1                                             |        |       |       |
|                                    | Giuseppe Semeraro            | Giuseppe Semeraro    | Giuseppe Semeraro | 4 356   | 14,58   | Movimento Sociale Italiano - Destra Nazionale | 3 057  | 10,94 | 2     |
| Seggio di coalizione               | Seggio di coalizione         | Seggio di coalizione | Giuseppe Semeraro | 4 356   | 14,58   | 1                                             |        |       |       |
|                                    | Pietro Giacovelli            | Pietro Giacovelli    | Pietro Giacovelli | 785     | 2,63    | Partito della Rifondazione Comunista          | 725    | 2,59  | –     |
| Totale                             | Totale                       | 27 389               | 100               | 29 884  | 100     |                                               | 27 943 | 100   | 30    |
|                                    |                              |                      |                   |         |         |                                               |        |       |       |
| Fonte: Ministero dell'interno      |                              |                      |                   |         |         |                                               |        |       |       |

#### Monteiasi
|                               | Angelo Vincenzo Gregucci ✔️ Sindaco | Civici di area governativa                    | 1 698 | 51,71 | 11 |  |  |  |  |
|                               | Cataldo Castelli                    | Alleanza Democratica                          | 1 272 | 38,73 | 4  |  |  |  |  |
|                               | Ottaviano Cosimo Marinelli          | Movimento Sociale Italiano - Destra Nazionale | 314   | 9,56  | 1  |  |  |  |  |
| Totale                        | Totale                              |                                               | 3 284 | 100   | 16 |  |  |  |  |
|                               |                                     |                                               |       |       |    |  |  |  |  |
| Fonte: Ministero dell'interno |                                     |                                               |       |       |    |  |  |  |  |

1. ↑  Lista sostenuta da Democrazia Cristiana, Partito Socialista Italiano e Partito Socialista Democratico Italiano.
2. ↑  Lista sostenuta dal Partito Democratico della Sinistra.

#### Monteparano
|                               | Salvatore Renna ✔️ Sindaco | Mista di sinistra    | 1 092 | 62,08 | 8  |  |  |  |  |
|                               | Andrea Galeon              | Democrazia Cristiana | 667   | 37,92 | 4  |  |  |  |  |
| Totale                        | Totale                     |                      | 1 759 | 100   | 12 |  |  |  |  |
|                               |                            |                      |       |       |    |  |  |  |  |
| Fonte: Ministero dell'interno |                            |                      |       |       |    |  |  |  |  |

1. ↑  Lista sostenuta da Partito Democratico della Sinistra e Partito Socialista Italiano.

#### Pulsano
|                               | Pietro Galeandro ✔️ Sindaco | Eterogenea                                    | 2 831 | 45,04 | 13 |  |  |  |  |
|                               | Domenico Marrulli           | Alleanza Democratica                          | 1 397 | 22,23 | 3  |  |  |  |  |
|                               | Luigi Sampietro             | Movimento Sociale Italiano - Destra Nazionale | 934   | 14,86 | 2  |  |  |  |  |
|                               | Luigi De Marco              | Indipendenti                                  | 646   | 10,28 | 1  |  |  |  |  |
|                               | Cosimo Borraccino           | Partito della Rifondazione Comunista          | 477   | 7,59  | 1  |  |  |  |  |
| Totale                        | Totale                      |                                               | 6 285 | 100   | 20 |  |  |  |  |
|                               |                             |                                               |       |       |    |  |  |  |  |
| Fonte: Ministero dell'interno |                             |                                               |       |       |    |  |  |  |  |

1. ↑  Lista sostenuta da Partito Democratico della Sinistra, Partito Socialista Democratico Italiano e Partito Repubblicano Italiano.
2. ↑  Lista sostenuta dalla Democrazia Cristiana.

#### Roccaforzata
|                               | Cosimo Panessa ✔️ Sindaco | Eterogenea           | 603   | 52,43 | 8  |  |  |  |  |
|                               | Donato Di Campo           | Democrazia Cristiana | 547   | 47,57 | 4  |  |  |  |  |
| Totale                        | Totale                    |                      | 1 150 | 100   | 12 |  |  |  |  |
|                               |                           |                      |       |       |    |  |  |  |  |
| Fonte: Ministero dell'interno |                           |                      |       |       |    |  |  |  |  |

1. ↑  Lista sostenuta da Partito Democratico della Sinistra, Partito Socialista Italiano e Partito Socialista Democratico Italiano.

#### San Giorgio Ionico
| Candidati                     | Candidati                   | II turno             | II turno         | I turno | I turno | Liste                                             | Voti  | %     | Seggi |
| Candidati                     | Candidati                   | Voti                 | %                | Voti    | %       | Liste                                             | Voti  | %     | Seggi |
| ----------------------------- | --------------------------- | -------------------- | ---------------- | ------- | ------- | ------------------------------------------------- | ----- | ----- | ----- |
|                               | Stefano Fabbiano ✔️ Sindaco | 5 102                | 65,90            | 3 293   | 37,61   | Partito Democratico della Sinistra                | 2 737 | 32,03 | 12    |
|                               | Pietro Radicchio            | 2 640                | 34,10            | 2 442   | 27,89   | Democrazia Cristiana                              | 2 588 | 30,29 | 3     |
| Seggio di coalizione          | Seggio di coalizione        | Seggio di coalizione | 34,10            | 2 442   | 27,89   | 1                                                 |       |       |       |
|                               | Alberto Rizzo               | Alberto Rizzo        | Alberto Rizzo    | 1 007   | 11,50   | Partito Socialista Democratico Italiano           | 1 183 | 13,84 | –     |
| Seggio di coalizione          | Seggio di coalizione        | Seggio di coalizione | Alberto Rizzo    | 1 007   | 11,50   | 1                                                 |       |       |       |
|                               | Cataldo Fabbiano            | Cataldo Fabbiano     | Cataldo Fabbiano | 993     | 11,34   | Rinnovamento San Giorgio Ionico                   | 1 156 | 13,53 | –     |
| Seggio di coalizione          | Seggio di coalizione        | Seggio di coalizione | Cataldo Fabbiano | 993     | 11,34   | 1                                                 |       |       |       |
|                               | Salvatore Mattia            | Salvatore Mattia     | Salvatore Mattia | 684     | 7,81    | Movimento Progressista per San Giorgio Ionico (A) | 581   | 6,80  | –     |
| Seggio di coalizione          | Seggio di coalizione        | Seggio di coalizione | Salvatore Mattia | 684     | 7,81    | 1                                                 |       |       |       |
|                               | Nicola Sallustio            | Nicola Sallustio     | Nicola Sallustio | 336     | 3,84    | Movimento Sociale Italiano - Destra Nazionale     | 300   | 3,51  | –     |
| Totale                        | Totale                      | 7 742                | 100              | 8 755   | 100     |                                                   | 8 545 | 100   | 20    |
|                               |                             |                      |                  |         |         |                                                   |       |       |       |
| Fonte: Ministero dell'interno |                             |                      |                  |         |         |                                                   |       |       |       |

#### Sava
| Candidati                     | Candidati                          | II turno                           | II turno                           | I turno | I turno | Liste                                         | Voti   | %     | Seggi |
| Candidati                     | Candidati                          | Voti                               | %                                  | Voti    | %       | Liste                                         | Voti   | %     | Seggi |
| ----------------------------- | ---------------------------------- | ---------------------------------- | ---------------------------------- | ------- | ------- | --------------------------------------------- | ------ | ----- | ----- |
|                               | Aldo Maggi ✔️ Sindaco              | 5 943                              | 59,36                              | 3 275   | 31,75   | Democrazia Cristiana                          | 1 633  | 16,21 | 12    |
|                               | Giovanni De Cataldo                | 4 069                              | 40,64                              | 2 677   | 25,96   | Alleanza Democratica                          | 1 049  | 10,41 | –     |
| Seggio di coalizione          | Seggio di coalizione               | Seggio di coalizione               | 40,64                              | 2 677   | 25,96   | 1                                             |        |       |       |
|                               | Cosimo Antonio Francesco Scaglioso | Cosimo Antonio Francesco Scaglioso | Cosimo Antonio Francesco Scaglioso | 1 596   | 15,47   | Partito Socialista Italiano (A)               | 2 956  | 29,34 | 2     |
| Seggio di coalizione          | Seggio di coalizione               | Seggio di coalizione               | Cosimo Antonio Francesco Scaglioso | 1 596   | 15,47   | 1                                             |        |       |       |
|                               | Luigi Lomartire                    | Luigi Lomartire                    | Luigi Lomartire                    | 1 049   | 10,17   | Movimento Sociale Italiano - Destra Nazionale | 366    | 3,63  | –     |
|                               | Adriano Terenzio Decataldo         | Adriano Terenzio Decataldo         | Adriano Terenzio Decataldo         | 952     | 9,23    | Partito Democratico della Sinistra (A)        | 2 739  | 27,19 | 2     |
| Seggio di coalizione          | Seggio di coalizione               | Seggio di coalizione               | Adriano Terenzio Decataldo         | 952     | 9,23    | 1                                             |        |       |       |
|                               | Isa Mancino                        | Isa Mancino                        | Isa Mancino                        | 393     | 3,81    | Partito della Rifondazione Comunista          | 278    | 2,76  | –     |
|                               | Luigi Pichierri                    | Luigi Pichierri                    | Luigi Pichierri                    | 372     | 3,61    | Lega d'Azione Meridionale                     | 953    | 9,46  | –     |
| Seggio di coalizione          | Seggio di coalizione               | Seggio di coalizione               | Luigi Pichierri                    | 372     | 3,61    | 1                                             |        |       |       |
| Totale                        | Totale                             | 10 012                             | 100                                | 10 314  | 100     |                                               | 10 074 | 100   | 20    |
|                               |                                    |                                    |                                    |         |         |                                               |        |       |       |
| Fonte: Ministero dell'interno |                                    |                                    |                                    |         |         |                                               |        |       |       |

1. ↑  Lista sostenuta dal Partito Repubblicano Italiano.

#### Torricella
|                               | Cosimo Daminao Lacaita ✔️ Sindaco | Democrazia Cristiana | 1 585 | 54,94 | 11 |  |  |  |  |
|                               | Domenico Cosimo Depascale         | Eterogenea           | 1 300 | 45,06 | 5  |  |  |  |  |
| Totale                        | Totale                            |                      | 2 885 | 100   | 16 |  |  |  |  |
|                               |                                   |                      |       |       |    |  |  |  |  |
| Fonte: Ministero dell'interno |                                   |                      |       |       |    |  |  |  |  |

1. ↑  Lista sostenuta da Partito della Rifondazione Comunista, Federazione dei Verdi e Partito Socialista Italiano.

## Elezioni comunali del novembre 1993

### Provincia di Bari

#### Andria
| Candidati                     | Candidati                    | II turno               | II turno               | I turno | I turno | Liste                                         | Voti   | %     | Seggi |
| Candidati                     | Candidati                    | Voti                   | %                      | Voti    | %       | Liste                                         | Voti   | %     | Seggi |
| ----------------------------- | ---------------------------- | ---------------------- | ---------------------- | ------- | ------- | --------------------------------------------- | ------ | ----- | ----- |
|                               | Giannicola Sinisi ✔️ Sindaco | 31 877                 | 75,16                  | 22 085  | 43,32   | Partito Democratico della Sinistra            | 10 604 | 37,97 | 8     |
| Alleanza Democratica - Patto  | Giannicola Sinisi ✔️ Sindaco | 31 877                 | 75,16                  | 22 085  | 43,32   | 7 053                                         | 25,26  | 5     |       |
|                               | Vincenzo Balducci            | 10 536                 | 24,84                  | 6 690   | 13,12   | Movimento Sociale Italiano - Destra Nazionale | 6 671  | 23,89 | 3     |
| Seggio di coalizione          | Seggio di coalizione         | Seggio di coalizione   | 24,84                  | 6 690   | 13,12   | 1                                             |        |       |       |
|                               | Michele Galentino            | Michele Galentino      | Michele Galentino      | 6 620   | 12,98   | Partito della Rifondazione Comunista          | 7 060  | 25,28 | 3     |
| Seggio di coalizione          | Seggio di coalizione         | Seggio di coalizione   | Michele Galentino      | 6 620   | 12,98   | 1                                             |        |       |       |
|                               | Giuseppe Maria Casiero       | Giuseppe Maria Casiero | Giuseppe Maria Casiero | 6 172   | 12,11   | Democrazia Cristiana                          | 6 123  | 21,93 | 2     |
| Seggio di coalizione          | Seggio di coalizione         | Seggio di coalizione   | Giuseppe Maria Casiero | 6 172   | 12,11   | 1                                             |        |       |       |
|                               | Egidio Fasanella             | Egidio Fasanella       | Egidio Fasanella       | 5 669   | 11,12   | Patto per Andria (A)                          | 6 142  | 22,00 | 4     |
| Seggio di coalizione          | Seggio di coalizione         | Seggio di coalizione   | Egidio Fasanella       | 5 669   | 11,12   | 1                                             |        |       |       |
|                               | Biagio Guadagno              | Biagio Guadagno        | Biagio Guadagno        | 2 062   | 4,04    | Lista Democratica Cattolica                   | 1 987  | 7,12  | –     |
| Seggio di coalizione          | Seggio di coalizione         | Seggio di coalizione   | Biagio Guadagno        | 2 062   | 4,04    | 1                                             |        |       |       |
|                               | Savino Martinelli            | Savino Martinelli      | Savino Martinelli      | 1 229   | 2,41    | Partito Socialista Italiano                   | 1 435  | 5,14  | –     |
|                               | Francesco Caselli            | Francesco Caselli      | Francesco Caselli      | 455     | 0,89    | Lega Italia Federale                          | 849    | 3,04  | –     |
| Totale                        | Totale                       | 42 413                 | 100                    | 50 982  | 100     |                                               | 27 924 | 100   | 30    |
|                               |                              |                        |                        |         |         |                                               |        |       |       |
| Fonte: Ministero dell'interno |                              |                        |                        |         |         |                                               |        |       |       |

#### Bitetto
|                               | Giovanni Iacovelli ✔️ Sindaco | Mista di centro   | 2 862 | 47,27 | 11 |  |  |  |  |
|                               | Giovanni Palumbo              | Mista di centro   | 1 631 | 26,94 | 3  |  |  |  |  |
|                               | Giuseppina Fazio              | Mista di centro   | 850   | 14,04 | 1  |  |  |  |  |
|                               | Victor Antonio Ferrorelli     | Mista di sinistra | 591   | 9,76  | 1  |  |  |  |  |
|                               | Michele Ladisa                | Mista di sinistra | 120   | 1,98  | –  |  |  |  |  |
| Totale                        | Totale                        |                   | 6 054 | 100   | 16 |  |  |  |  |
|                               |                               |                   |       |       |    |  |  |  |  |
| Fonte: Ministero dell'interno |                               |                   |       |       |    |  |  |  |  |

1. ↑  Lista sostenuta dalla Democrazia Cristiana.
2. ↑  Lista sostenuta da Alleanza Popolare.
3. ↑  Lista sostenuta dal Partito Democratico della Sinistra.

#### Bitritto
|                               | Romano Tobia Carone ✔️ Sindaco    | Democrazia Cristiana                          | 2 763 | 48,96 | 11 |  |  |  |  |
|                               | Michele Pietragallo               | Mista di sinistra                             | 2 589 | 45,88 | 5  |  |  |  |  |
|                               | Giovanni Maria Panaiotis Grittani | Movimento Sociale Italiano - Destra Nazionale | 291   | 5,16  | –  |  |  |  |  |
| Totale                        | Totale                            |                                               | 5 643 | 100   | 16 |  |  |  |  |
|                               |                                   |                                               |       |       |    |  |  |  |  |
| Fonte: Ministero dell'interno |                                   |                                               |       |       |    |  |  |  |  |

#### Minervino Murge
|                               | Ettore Grisorio ✔️ Sindaco | Lista civica    | 2 454 | 39,87 | 13 |  |  |  |  |
|                               | Michele Della Croce        | Indipendenti    | 2 196 | 35,68 | 4  |  |  |  |  |
|                               | Carmine Elifani            | Mista di centro | 1 505 | 24,45 | 3  |  |  |  |  |
| Totale                        | Totale                     |                 | 6 155 | 100   | 20 |  |  |  |  |
|                               |                            |                 |       |       |    |  |  |  |  |
| Fonte: Ministero dell'interno |                            |                 |       |       |    |  |  |  |  |

#### Sannicandro di Bari
|                               | Vito Mondelli ✔️ Sindaco | Mista di centro   | 1 999 | 35,36 | 11 |  |  |  |  |
|                               | Antonio Picardi          | Mista di centro   | 1 855 | 32,81 | 3  |  |  |  |  |
|                               | Giuseppe Loiacono        | Mista di sinistra | 1 263 | 22,34 | 2  |  |  |  |  |
|                               | Trifone Caringella       | Mista di sinistra | 537   | 9,50  | –  |  |  |  |  |
| Totale                        | Totale                   |                   | 5 654 | 100   | 16 |  |  |  |  |
|                               |                          |                   |       |       |    |  |  |  |  |
| Fonte: Ministero dell'interno |                          |                   |       |       |    |  |  |  |  |

1. ↑  Lista sostenuta da Alleanza Popolare.

#### Spinazzola
|                               | Michele D'Ercole ✔️ Sindaco | Indipendenti                                  | 1 662 | 33,47 | 11 |  |  |  |  |
|                               | Luigi D'Amelio              | Eterogenea                                    | 1 512 | 30,45 | 3  |  |  |  |  |
|                               | Michele D'Elicio Di Chio    | Movimento Sociale Italiano - Destra Nazionale | 1 156 | 23,28 | 2  |  |  |  |  |
|                               | Michele Malcangi            | Partito della Rifondazione Comunista          | 417   | 8,40  | –  |  |  |  |  |
|                               | Vito Cristiano              | Mista di centro                               | 219   | 4,41  | –  |  |  |  |  |
| Totale                        | Totale                      |                                               | 4 966 | 100   | 16 |  |  |  |  |
|                               |                             |                                               |       |       |    |  |  |  |  |
| Fonte: Ministero dell'interno |                             |                                               |       |       |    |  |  |  |  |

#### Turi
|                               | Domenico Coppi ✔️ Sindaco | Alleanza Democratica - Patto | 3 263 | 45,35 | 11 |  |  |  |  |
|                               | Antonio Michele Coppi     | Mista di centro              | 2 302 | 31,99 | 4  |  |  |  |  |
|                               | Vito Donato Valentini     | Mista di centro              | 1 630 | 22,65 | 3  |  |  |  |  |
| Totale                        | Totale                    |                              | 7 195 | 100   | 20 |  |  |  |  |
|                               |                           |                              |       |       |    |  |  |  |  |
| Fonte: Ministero dell'interno |                           |                              |       |       |    |  |  |  |  |

### Provincia di Brindisi

#### Ceglie Messapica
| Candidati                     | Candidati              | II turno             | II turno            | I turno | I turno | Liste                                                        | Voti   | %     | Seggi |
| Candidati                     | Candidati              | Voti                 | %                   | Voti    | %       | Liste                                                        | Voti   | %     | Seggi |
| ----------------------------- | ---------------------- | -------------------- | ------------------- | ------- | ------- | ------------------------------------------------------------ | ------ | ----- | ----- |
|                               | Pietro Mita ✔️ Sindaco | 8 304                | 64,37               | 2 481   | 18,63   | Partito della Rifondazione Comunista                         | 2 112  | 16,96 | 4     |
|                               | Vincenzo Galetta       | 4 146                | 32,14               | 2 834   | 21,28   | Democrazia Cristiana                                         | 3 155  | 25,34 | 3     |
| Seggio di coalizione          | Seggio di coalizione   | Seggio di coalizione | 32,14               | 2 834   | 21,28   | 1                                                            |        |       |       |
|                               | Pantaleone Pompilio    | Pantaleone Pompilio  | Pantaleone Pompilio | 2 465   | 18,51   | Partito Democratico della Sinistra (A)                       | 2 204  | 17,70 | 3     |
| Seggio di coalizione          | Seggio di coalizione   | Seggio di coalizione | Pantaleone Pompilio | 2 465   | 18,51   | 1                                                            |        |       |       |
|                               | Mario Allegretti       | Mario Allegretti     | Mario Allegretti    | 2 273   | 17,07   | Movimento Sociale Italiano - Destra Nazionale                | 2 119  | 17,02 | 2     |
| Seggio di coalizione          | Seggio di coalizione   | Seggio di coalizione | Mario Allegretti    | 2 273   | 17,07   | 1                                                            |        |       |       |
|                               | Antonio Suma           | Antonio Suma         | Antonio Suma        | 2 269   | 17,04   | Movimento di Solidarietà Popolare/Alternativa per Ceglie (A) | 2 181  | 17,52 | 3     |
| Seggio di coalizione          | Seggio di coalizione   | Seggio di coalizione | Antonio Suma        | 2 269   | 17,04   | 1                                                            |        |       |       |
|                               | Nicola Ciracì          | Nicola Ciracì        | Nicola Ciracì       | 613     | 4,60    | Rinnovamento Socialista                                      | 705    | 5,66  | –     |
| Seggio di coalizione          | Seggio di coalizione   | Seggio di coalizione | Nicola Ciracì       | 613     | 4,60    | 1                                                            |        |       |       |
|                               | Giovanni Gioia         | Giovanni Gioia       | Giovanni Gioia      | 381     | 2,86    | Insieme per Ceglie Messapica                                 | 425    | 3,41  | –     |
| Totale                        | Totale                 | 12 901               | 100                 | 13 316  | 100     |                                                              | 12 450 | 100   | 20    |
|                               |                        |                      |                     |         |         |                                                              |        |       |       |
| Fonte: Ministero dell'interno |                        |                      |                     |         |         |                                                              |        |       |       |

#### Erchie
|                               | Maria Conversano ✔️ Sindaca | Eterogenea                         | 2 268 | 42,82 | 11 |  |  |  |  |
|                               | Antonio Sorio               | Mista di centro                    | 1 708 | 32,25 | 3  |  |  |  |  |
|                               | Giovanni Antonio Nicolì     | Eterogenea                         | 962   | 18,16 | 2  |  |  |  |  |
|                               | Salvatore Spedicato         | Partito Democratico della Sinistra | 358   | 6,76  | –  |  |  |  |  |
| Totale                        | Totale                      |                                    | 5 296 | 100   | 16 |  |  |  |  |
|                               |                             |                                    |       |       |    |  |  |  |  |
| Fonte: Ministero dell'interno |                             |                                    |       |       |    |  |  |  |  |

1. ↑  Lista sostenuta dalla Democrazia Cristiana.

#### San Michele Salentino
| Candidati | Candidati                        | Liste                              | Voti  | %     | Seggi |
| --------- | -------------------------------- | ---------------------------------- | ----- | ----- | ----- |
|           | Sebastiano Argentiero ✔️ Sindaco | Mista di sinistra                  | 1 505 | 38,73 | 11    |
|           | Stefano Barletta                 | Mista di centro                    | 983   | 25,30 | 2     |
|           | Maria Gatti                      | Partito Democratico della Sinistra | 811   | 20,87 | 2     |
|           | Pasquale Gallone                 | Partito Repubblicano Italiano      | 587   | 15,11 | 1     |
| Totale    | Totale                           |                                    | 3 886 | 100   | 16    |

### Provincia di Foggia

#### Accadia
|                               | Mario Nigro ✔️ Sindaco | Partito Democratico della Sinistra | 841   | 41,31 | 11 |  |  |  |  |
|                               | Osvaldo Sica           | Democrazia Cristiana               | 742   | 36,44 | 3  |  |  |  |  |
|                               | Gerardo Basilico       | Mista di centro                    | 453   | 22,25 | 2  |  |  |  |  |
| Totale                        | Totale                 |                                    | 2 036 | 100   | 16 |  |  |  |  |
|                               |                        |                                    |       |       |    |  |  |  |  |
| Fonte: Ministero dell'interno |                        |                                    |       |       |    |  |  |  |  |

1. ↑  Lista sostenuta dal Partito Socialista Italiano.

#### Apricena
|                               | Francesco Parisi ✔️ Sindaco | Partito Democratico della Sinistra | 5 348 | 65,72 | 13 |  |  |  |  |
|                               | Giuseppe Di Maio            | Indipendenti                       | 2 513 | 30,88 | 7  |  |  |  |  |
|                               | Gaetano Bosco               | Partito Socialista Italiano        | 276   | 3,39  | –  |  |  |  |  |
| Totale                        | Totale                      |                                    | 8 137 | 100   | 20 |  |  |  |  |
|                               |                             |                                    |       |       |    |  |  |  |  |
| Fonte: Ministero dell'interno |                             |                                    |       |       |    |  |  |  |  |

#### Ascoli Satriano
|                               | Antonio Gerardo Rolla ✔️ Sindaco  | Lista civica      | 1 939 | 44,53 | 11 |  |  |  |  |
|                               | Paolo Antonio Mario Agostinacchio | Mista di centro   | 1 634 | 37,53 | 4  |  |  |  |  |
|                               | Armando Di Napoli                 | Mista di sinistra | 606   | 13,92 | 1  |  |  |  |  |
|                               | Angelo Damiano Infante            | Mista di sinistra | 175   | 4,02  | –  |  |  |  |  |
| Totale                        | Totale                            |                   | 4 354 | 100   | 16 |  |  |  |  |
|                               |                                   |                   |       |       |    |  |  |  |  |
| Fonte: Ministero dell'interno |                                   |                   |       |       |    |  |  |  |  |

1. ↑  Lista sostenuta dal Movimento Sociale Italiano - Destra Nazionale.
2. ↑  Lista sostenuta dal Partito Democratico della Sinistra.

#### Casalvecchio di Puglia
|                               | Matteo Calzone ✔️ Sindaco | Partito Democratico della Sinistra | 71    | 4,44  | 8  |  |  |  |  |
|                               | Michele Guerino Simone    | Mista di centro                    | 486   | 30,39 | 2  |  |  |  |  |
|                               | Matteo De Vita            | Democrazia Cristiana               | 402   | 25,14 | 2  |  |  |  |  |
| Totale                        | Totale                    |                                    | 1 599 | 100   | 12 |  |  |  |  |
|                               |                           |                                    |       |       |    |  |  |  |  |
| Fonte: Ministero dell'interno |                           |                                    |       |       |    |  |  |  |  |

#### Cerignola
| Candidati                            | Candidati                      | II turno             | II turno         | I turno | I turno | Liste                                         | Voti   | %     | Seggi |
| Candidati                            | Candidati                      | Voti                 | %                | Voti    | %       | Liste                                         | Voti   | %     | Seggi |
| ------------------------------------ | ------------------------------ | -------------------- | ---------------- | ------- | ------- | --------------------------------------------- | ------ | ----- | ----- |
|                                      | Salvatore Tatarella ✔️ Sindaco | 16 154               | 56,12            | 11 042  | 37,01   | Movimento Sociale Italiano - Destra Nazionale | 9 087  | 32,17 | 18    |
|                                      | Lucio Cioffi                   | 12 632               | 43,88            | 7 217   | 24,19   | Partito Democratico della Sinistra            | 3 381  | 11,97 | 3     |
| Partito della Rifondazione Comunista | Lucio Cioffi                   | 12 632               | 43,88            | 7 217   | 24,19   | 3 177                                         | 11,25  | 2     |       |
| Seggio di coalizione                 | Seggio di coalizione           | Seggio di coalizione | 43,88            | 7 217   | 24,19   | 1                                             |        |       |       |
|                                      | Luigi Russo                    | Luigi Russo          | Luigi Russo      | 4 071   | 13,64   | La Spiga                                      | 3 934  | 13,93 | 2     |
| Seggio di coalizione                 | Seggio di coalizione           | Seggio di coalizione | Luigi Russo      | 4 071   | 13,64   | 1                                             |        |       |       |
|                                      | Antonio Conte                  | Antonio Conte        | Antonio Conte    | 2 378   | 7,97    | Democrazia Cristiana                          | 2 806  | 9,93  | 1     |
| Seggio di coalizione                 | Seggio di coalizione           | Seggio di coalizione | Antonio Conte    | 2 378   | 7,97    | 1                                             |        |       |       |
|                                      | Elena Gentile                  | Elena Gentile        | Elena Gentile    | 1 197   | 4,01    | Alleanza per Cerignola                        | 1 167  | 4,13  | –     |
| Seggio di coalizione                 | Seggio di coalizione           | Seggio di coalizione | Elena Gentile    | 1 197   | 4,01    | 1                                             |        |       |       |
|                                      | Luigi Sgarro                   | Luigi Sgarro         | Luigi Sgarro     | 895     | 3,00    | Città per l'Uomo                              | 1 072  | 3,79  | –     |
|                                      | Nicola Alcino                  | Nicola Alcino        | Nicola Alcino    | 783     | 2,62    | Partito Socialista Italiano                   | 982    | 3,48  | –     |
|                                      | Michele Raffaeli               | Michele Raffaeli     | Michele Raffaeli | 572     | 1,92    | Rinnovamento Socioeconomico                   | 605    | 2,14  | –     |
|                                      | Luigi Borraccino               | Luigi Borraccino     | Luigi Borraccino | 521     | 1,75    | Lista civica Rinascita e Progresso            | 583    | 2,06  | –     |
|                                      | Nicola Dipace                  | Nicola Dipace        | Nicola Dipace    | 403     | 1,35    | Federazione dei Verdi                         | 513    | 1,82  | –     |
|                                      | Felice Massaro                 | Felice Massaro       | Felice Massaro   | 383     | 1,28    | Impegno Civile                                | 474    | 1,68  | –     |
|                                      | Mario Caputo                   | Mario Caputo         | Mario Caputo     | 376     | 1,26    | Insieme per Cerignola                         | 468    | 1,66  | –     |
| Totale                               | Totale                         | 28 786               | 100              | 29 838  | 100     |                                               | 28 249 | 100   | 30    |
|                                      |                                |                      |                  |         |         |                                               |        |       |       |
| Fonte: Ministero dell'interno        |                                |                      |                  |         |         |                                               |        |       |       |

#### Monte Sant'Angelo
| Candidati                     | Candidati                   | II turno                    | II turno                    | I turno | I turno | Liste                                         | Voti  | %     | Seggi |
| Candidati                     | Candidati                   | Voti                        | %                           | Voti    | %       | Liste                                         | Voti  | %     | Seggi |
| ----------------------------- | --------------------------- | --------------------------- | --------------------------- | ------- | ------- | --------------------------------------------- | ----- | ----- | ----- |
|                               | Giuseppe Totaro ✔️ Sindaco  | 4 488                       | 61,04                       | 2 699   | 33,15   | Partito Democratico della Sinistra            | 2 532 | 31,57 | 12    |
|                               | Leonardo Lombardi           | 2 864                       | 38,96                       | 2 563   | 31,48   | Democrazia Cristiana                          | 2 599 | 32,41 | 3     |
| Seggio di coalizione          | Seggio di coalizione        | Seggio di coalizione        | 38,96                       | 2 563   | 31,48   | 1                                             |       |       |       |
|                               | Ettore Luigi Orazio Palomba | Ettore Luigi Orazio Palomba | Ettore Luigi Orazio Palomba | 1 360   | 16,71   | Partito Socialista Italiano                   | 1 444 | 18,00 | 1     |
| Seggio di coalizione          | Seggio di coalizione        | Seggio di coalizione        | Ettore Luigi Orazio Palomba | 1 360   | 16,71   | 1                                             |       |       |       |
|                               | Antonio Vira                | Antonio Vira                | Antonio Vira                | 799     | 9,81    | Movimento Sociale Italiano - Destra Nazionale | 743   | 9,26  | –     |
| Seggio di coalizione          | Seggio di coalizione        | Seggio di coalizione        | Antonio Vira                | 799     | 9,81    | 1                                             |       |       |       |
|                               | Raffaele Lauriola           | Raffaele Lauriola           | Raffaele Lauriola           | 720     | 8,84    | Partito della Rifondazione Comunista          | 702   | 8,75  | –     |
| Seggio di coalizione          | Seggio di coalizione        | Seggio di coalizione        | Raffaele Lauriola           | 720     | 8,84    | 1                                             |       |       |       |
| Totale                        | Totale                      | 7 352                       | 100                         | 8 141   | 100     |                                               | 8 020 | 100   | 20    |
|                               |                             |                             |                             |         |         |                                               |       |       |       |
| Fonte: Ministero dell'interno |                             |                             |                             |         |         |                                               |       |       |       |

#### San Ferdinando di Puglia
|                               | Michele Lamacchia ✔️ Sindaco | Mista di sinistra                             | 4 469 | 52,58 | 13 |  |  |  |  |
|                               | Ferdinando Della Torre       | Lista civica                                  | 1 738 | 20,45 | 3  |  |  |  |  |
|                               | Mario Pio Patruno            | Mista di centro                               | 1 550 | 18,24 | 3  |  |  |  |  |
|                               | Michele Riontino             | Movimento Sociale Italiano - Destra Nazionale | 743   | 8,74  | 1  |  |  |  |  |
| Totale                        | Totale                       |                                               | 8 500 | 100   | 20 |  |  |  |  |
|                               |                              |                                               |       |       |    |  |  |  |  |
| Fonte: Ministero dell'interno |                              |                                               |       |       |    |  |  |  |  |

1. ↑  Lista sostenuta dal Partito Democratico della Sinistra.
2. ↑  Lista sostenuta dal Partito Socialista Italiano.

#### Troia
|                               | Domenico Di Bella ✔️ Sindaco | Mista di sinistra    | 1 475 | 29,02 | 11 |  |  |  |  |
|                               | Leonardo Lioce               | Eterogenea           | 1 423 | 28,00 | 2  |  |  |  |  |
|                               | Antonio D'Apice              | Democrazia Cristiana | 1 143 | 22,49 | 2  |  |  |  |  |
|                               | Mario Curci                  | Indipendenti         | 580   | 11,41 | 1  |  |  |  |  |
|                               | Armando Prencipe             | Mista di sinistra    | 461   | 9,07  | –  |  |  |  |  |
| Totale                        | Totale                       |                      | 5 082 | 100   | 2  |  |  |  |  |
|                               |                              |                      |       |       |    |  |  |  |  |
| Fonte: Ministero dell'interno |                              |                      |       |       |    |  |  |  |  |

1. ↑  Lista sostenuta dal Partito Democratico della Sinistra.
2. ↑  Lista sostenuta dal Partito della Rifondazione Comunista.

### Provincia di Lecce

#### Carmiano
|                               | Vincenzo Cagnazzo ✔️ Sindaco | Mista di centro | 2 701 | 34,22 | 13 |  |  |  |  |
|                               | Giovanni Ciccarese           | Mista di centro | 2 553 | 32,34 | 4  |  |  |  |  |
|                               | Cosimo Centonze              | Mista di centro | 1 474 | 18,67 | 2  |  |  |  |  |
|                               | Pietro Barbagallo            | Eterogenea      | 1 166 | 14,77 | 1  |  |  |  |  |
| Totale                        | Totale                       |                 | 7 894 | 100   | 20 |  |  |  |  |
|                               |                              |                 |       |       |    |  |  |  |  |
| Fonte: Ministero dell'interno |                              |                 |       |       |    |  |  |  |  |

1. ↑  Lista sostenuta da Democrazia Cristiana e Partito Socialista Italiano.
2. 1 2 3  Lista sostenuta dalla Democrazia Cristiana.

#### Cutrofiano
|                               | Lucio Meleo ✔️ Sindaco | Mista di sinistra    | 2 819 | 45,13 | 11 |  |  |  |  |
|                               | Mario Stefanizzi       | Mista di centro      | 1 928 | 30,87 | 3  |  |  |  |  |
|                               | Bruno Filieri          | Democrazia Cristiana | 1 499 | 24,00 | 2  |  |  |  |  |
| Totale                        | Totale                 |                      | 6 246 | 100   | 16 |  |  |  |  |
|                               |                        |                      |       |       |    |  |  |  |  |
| Fonte: Ministero dell'interno |                        |                      |       |       |    |  |  |  |  |

1. ↑  Lista sostenuta da Partito Democratico della Sinistra, Partito della Rifondazione Comunista e Partito Socialista Italiano.
2. ↑  Lista sostenuta dal Partito Socialista Italiano.

#### Gallipoli
| Candidati                     | Candidati                | II turno             | II turno          | I turno | I turno | Liste                                         | Voti   | %     | Seggi |
| Candidati                     | Candidati                | Voti                 | %                 | Voti    | %       | Liste                                         | Voti   | %     | Seggi |
| ----------------------------- | ------------------------ | -------------------- | ----------------- | ------- | ------- | --------------------------------------------- | ------ | ----- | ----- |
|                               | Flavio Fasano ✔️ Sindaco | 6 410                | 56,69             | 3 957   | 32,46   | Partito Democratico della Sinistra            | 3 866  | 33,07 | 12    |
|                               | Giuseppe Venneri         | 4 897                | 43,31             | 2 786   | 22,85   | Insieme per Gallipoli                         | 2 770  | 23,70 | 2     |
| Seggio di coalizione          | Seggio di coalizione     | Seggio di coalizione | 43,31             | 2 786   | 22,85   | 1                                             |        |       |       |
|                               | Remo Natali              | Remo Natali          | Remo Natali       | 1 878   | 15,40   | Partito della Rifondazione Comunista          | 926    | 7,92  | 1     |
| Federazione dei Verdi         | Remo Natali              | Remo Natali          | Remo Natali       | 1 878   | 15,40   | 631                                           | 5,40   | –     |       |
| Seggio di coalizione          | Seggio di coalizione     | Seggio di coalizione | Remo Natali       | 1 878   | 15,40   | 1                                             |        |       |       |
|                               | Gabriele Coronese        | Gabriele Coronese    | Gabriele Coronese | 1 311   | 10,75   | Movimento Sociale Italiano - Destra Nazionale | 1 316  | 11,26 | –     |
| Seggio di coalizione          | Seggio di coalizione     | Seggio di coalizione | Gabriele Coronese | 1 311   | 10,75   | 1                                             |        |       |       |
|                               | Gabriele Bianco          | Gabriele Bianco      | Gabriele Bianco   | 984     | 8,07    | Progetto Gallipoli                            | 936    | 8,01  | –     |
| Seggio di coalizione          | Seggio di coalizione     | Seggio di coalizione | Gabriele Bianco   | 984     | 8,07    | 1                                             |        |       |       |
|                               | Luigi Giungato           | Luigi Giungato       | Luigi Giungato    | 910     | 7,46    | Alleanza Popolare per Gallipoli               | 883    | 7,55  | –     |
| Seggio di coalizione          | Seggio di coalizione     | Seggio di coalizione | Luigi Giungato    | 910     | 7,46    | 1                                             |        |       |       |
|                               | Giorgio Piteo            | Giorgio Piteo        | Giorgio Piteo     | 365     | 2,99    | Lega Sud                                      | 362    | 3,10  | –     |
| Totale                        | Totale                   | 11 307               | 100               | 12 191  | 100     |                                               | 11 690 | 100   | 20    |
|                               |                          |                      |                   |         |         |                                               |        |       |       |
| Fonte: Ministero dell'interno |                          |                      |                   |         |         |                                               |        |       |       |

#### Martano
|                               | Vincenzo Saracino ✔️ Sindaco | Mista di sinistra                             | 2 596 | 41,50 | 11 |  |  |  |  |
|                               | Salvatore Donato Protopapa   | Mista di centro                               | 1 947 | 31,12 | 3  |  |  |  |  |
|                               | Giovanni Sicuro              | Mista di sinistra                             | 1 303 | 20,83 | 2  |  |  |  |  |
|                               | Pietro Ladino Corina         | Movimento Sociale Italiano - Destra Nazionale | 410   | 6,55  | –  |  |  |  |  |
| Totale                        | Totale                       |                                               | 6 256 | 100   | 16 |  |  |  |  |
|                               |                              |                                               |       |       |    |  |  |  |  |
| Fonte: Ministero dell'interno |                              |                                               |       |       |    |  |  |  |  |

1. ↑  Lista sostenuta dal Partito Democratico della Sinistra.

#### Otranto
|                               | Francesco Vetruccio ✔️ Sindaco | Mista di sinistra | 1 907 | 54,11 | 11 |  |  |  |  |
|                               | Francesco Bruni                | Mista di centro   | 1 617 | 45,89 | 5  |  |  |  |  |
| Totale                        | Totale                         |                   | 3 524 | 100   | 16 |  |  |  |  |
|                               |                                |                   |       |       |    |  |  |  |  |
| Fonte: Ministero dell'interno |                                |                   |       |       |    |  |  |  |  |

1. ↑  Lista sostenuta dal Partito Democratico della Sinistra.

#### Salice Salentino
|                               | Donato De Mitri ✔️ Sindaco | Mista di sinistra    | 2 112 | 38,91 | 11 |  |  |  |  |
|                               | Francesco Paladini         | Indipendenti         | 1 911 | 35,21 | 3  |  |  |  |  |
|                               | Maria Pia Ianne            | Democrazia Cristiana | 1 405 | 25,88 | 2  |  |  |  |  |
| Totale                        | Totale                     |                      | 5 428 | 100   | 16 |  |  |  |  |
|                               |                            |                      |       |       |    |  |  |  |  |
| Fonte: Ministero dell'interno |                            |                      |       |       |    |  |  |  |  |

1. ↑  Lista sostenuta dal Partito Democratico della Sinistra.

#### San Cesario di Lecce
|                               | Salvatore Capone ✔️ Sindaco | Mista di sinistra                             | 2 544 | 51,53 | 11 |  |  |  |  |
|                               | Fernando Antonio Circugno   | Mista di centro                               | 1 894 | 38,36 | 4  |  |  |  |  |
|                               | Pietro Antonio Capone       | Movimento Sociale Italiano - Destra Nazionale | 499   | 10,11 | 1  |  |  |  |  |
| Totale                        | Totale                      |                                               | 4 937 | 100   | 16 |  |  |  |  |
|                               |                             |                                               |       |       |    |  |  |  |  |
| Fonte: Ministero dell'interno |                             |                                               |       |       |    |  |  |  |  |

1. ↑  Lista sostenuta da Partito Democratico della Sinistra e Partito della Rifondazione Comunista.

#### Scorrano
|                               | Walter Colazzo ✔️ Sindaco  | Eterogenea                         | 2 265 | 51,26 | 11 |  |  |  |  |
|                               | Pierluigi Maria Blandolino | Mista di centro                    | 1 835 | 41,53 | 5  |  |  |  |  |
|                               | Antonio Giangreco          | Partito Democratico della Sinistra | 319   | 7,22  | –  |  |  |  |  |
| Totale                        | Totale                     |                                    | 4 419 | 100   | 16 |  |  |  |  |
|                               |                            |                                    |       |       |    |  |  |  |  |
| Fonte: Ministero dell'interno |                            |                                    |       |       |    |  |  |  |  |

1. ↑  Lista sostenuta da Democrazia Cristiana, Movimento Sociale Italiano - Destra Nazionale e Federazione dei Verdi.
2. ↑  Lista sostenuta dal Partito Socialista Italiano.

#### Surbo
|                               | Daniele Capone ✔️ Sindaco | Eterogenea      | 2 271 | 32,73 | 13 |  |  |  |  |
|                               | Enrico Perrone            | Mista di centro | 1 890 | 27,24 | 3  |  |  |  |  |
|                               | Dario Leuzzi              | Lista civica    | 1 759 | 25,35 | 3  |  |  |  |  |
|                               | Vito Paladini             | Mista di centro | 1 018 | 14,67 | 1  |  |  |  |  |
| Totale                        | Totale                    |                 | 6 938 | 100   | 20 |  |  |  |  |
|                               |                           |                 |       |       |    |  |  |  |  |
| Fonte: Ministero dell'interno |                           |                 |       |       |    |  |  |  |  |

1. ↑  Lista sostenuta dal Movimento Sociale Italiano - Destra Nazionale.

### Provincia di Taranto

#### Carosino
|                               | Costanzo Carrieri ✔️ Sindaco | Mista di sinistra    | 1 648 | 42,47 | 11 |  |  |  |  |
|                               | Francesco Caputo             | Democrazia Cristiana | 1 382 | 35,62 | 3  |  |  |  |  |
|                               | Alfonso Sergio               | Eterogenea           | 850   | 21,91 | 2  |  |  |  |  |
| Totale                        | Totale                       |                      | 3 880 | 100   | 16 |  |  |  |  |
|                               |                              |                      |       |       |    |  |  |  |  |
| Fonte: Ministero dell'interno |                              |                      |       |       |    |  |  |  |  |

1. ↑  Lista sostenuta da Partito Democratico della Sinistra e Partito Socialista Italiano.
2. ↑  Lista sostenuta dal Movimento Sociale Italiano - Destra Nazionale.

#### Laterza
|                               | Antonio Vito Di Lena ✔️ Sindaco | Mista di centro                               | 3 247 | 33,04 | 13 |  |  |  |  |
|                               | Pietro Giannicco                | Eterogenea                                    | 2 551 | 25,96 | 3  |  |  |  |  |
|                               | Raffaele Leogrande              | Mista di sinistra                             | 2 138 | 21,76 | 3  |  |  |  |  |
|                               | Carmela Frigiola                | Democrazia Cristiana                          | 942   | 9,59  | 1  |  |  |  |  |
|                               | Vito Antonio Matera             | Partito della Rifondazione Comunista          | 612   | 6,23  | –  |  |  |  |  |
|                               | Mario Traetta                   | Movimento Sociale Italiano - Destra Nazionale | 336   | 3,42  | –  |  |  |  |  |
| Totale                        | Totale                          |                                               | 9 826 | 100   | 20 |  |  |  |  |
|                               |                                 |                                               |       |       |    |  |  |  |  |
| Fonte: Ministero dell'interno |                                 |                                               |       |       |    |  |  |  |  |

1. ↑  Lista sostenuta dalla Democrazia Cristiana.

#### Palagiano
|                               | Vincenzo Stellaccio ✔️ Sindaco | Eterogenea                                    | 3 458 | 36,10 | 13 |  |  |  |  |
|                               | Nunzio Francesco Di Pierro     | Mista di sinistra                             | 2 686 | 28,04 | 4  |  |  |  |  |
|                               | Giuseppe Piccoli               | Democrazia Cristiana                          | 1 817 | 18,97 | 2  |  |  |  |  |
|                               | Gaetano Ruffino                | Movimento Sociale Italiano - Destra Nazionale | 1 619 | 16,90 | 2  |  |  |  |  |
| Totale                        | Totale                         |                                               | 9 580 | 100   | 20 |  |  |  |  |
|                               |                                |                                               |       |       |    |  |  |  |  |
| Fonte: Ministero dell'interno |                                |                                               |       |       |    |  |  |  |  |

1. ↑  Lista sostenuta dal Partito Democratico della Sinistra.

#### Statte
| Candidati                     | Candidati                | II turno             | II turno            | I turno | I turno | Liste                                         | Voti  | %     | Seggi |
| Candidati                     | Candidati                | Voti                 | %                   | Voti    | %       | Liste                                         | Voti  | %     | Seggi |
| ----------------------------- | ------------------------ | -------------------- | ------------------- | ------- | ------- | --------------------------------------------- | ----- | ----- | ----- |
|                               | Orazio Marinò ✔️ Sindaco | 5 146                | 61,86               | 3 385   | 37,21   | Partito Democratico della Sinistra            | 3 046 | 34,59 | 12    |
|                               | Giuseppe Mastromarino    | 3 173                | 38,14               | 2 777   | 30,52   | Statte 93                                     | 2 731 | 31,01 | 4     |
| Seggio di coalizione          | Seggio di coalizione     | Seggio di coalizione | 38,14               | 2 777   | 30,52   | 1                                             |       |       |       |
|                               | Luigi Marzia             | Luigi Marzia         | Luigi Marzia        | 1 449   | 15,93   | Democrazia Cristiana                          | 1 498 | 17,01 | 1     |
| Seggio di coalizione          | Seggio di coalizione     | Seggio di coalizione | Luigi Marzia        | 1 449   | 15,93   | 1                                             |       |       |       |
|                               | Antonio Pulito           | Antonio Pulito       | Antonio Pulito      | 600     | 6,59    | Partito Socialista Italiano                   | 650   | 7,38  | –     |
| Seggio di coalizione          | Seggio di coalizione     | Seggio di coalizione | Antonio Pulito      | 600     | 6,59    | 1                                             |       |       |       |
|                               | Giuseppe D'Agostino      | Giuseppe D'Agostino  | Giuseppe D'Agostino | 508     | 5,58    | Movimento Sociale Italiano - Destra Nazionale | 492   | 5,59  | –     |
|                               | Vincenzo Russo           | Vincenzo Russo       | Vincenzo Russo      | 379     | 4,17    | Movimento Popolare per Statte                 | 389   | 4,42  | –     |
| Totale                        | Totale                   | 8 319                | 100                 | 9 098   | 100     |                                               | 8 806 | 100   | 20    |
|                               |                          |                      |                     |         |         |                                               |       |       |       |
| Fonte: Ministero dell'interno |                          |                      |                     |         |         |                                               |       |       |       |

#### Taranto
| Candidati                            | Candidati                 | II turno               | II turno               | I turno | I turno | Liste                                         | Voti    | %     | Seggi |
| Candidati                            | Candidati                 | Voti                   | %                      | Voti    | %       | Liste                                         | Voti    | %     | Seggi |
| ------------------------------------ | ------------------------- | ---------------------- | ---------------------- | ------- | ------- | --------------------------------------------- | ------- | ----- | ----- |
|                                      | Giancarlo Cito ✔️ Sindaco | 61 281                 | 52,60                  | 39 555  | 30,33   | Lega d'Azione Meridionale                     | 29 889  | 25,88 | 24    |
|                                      | Gaetano Minervini         | 55 222                 | 47,40                  | 43 886  | 33,65   | Partito Democratico della Sinistra            | 22 135  | 19,17 | 5     |
| Partito della Rifondazione Comunista | Gaetano Minervini         | 55 222                 | 47,40                  | 43 886  | 33,65   | 4 709                                         | 4,08    | 1     |       |
| Unione Federativa Democratica        | Gaetano Minervini         | 55 222                 | 47,40                  | 43 886  | 33,65   | 4 147                                         | 3,59    | 1     |       |
| Federazione dei Verdi                | Gaetano Minervini         | 55 222                 | 47,40                  | 43 886  | 33,65   | 3 000                                         | 2,60    | –     |       |
| Lista Pannella                       | Gaetano Minervini         | 55 222                 | 47,40                  | 43 886  | 33,65   | 2 625                                         | 2,27    | –     |       |
| La Rete                              | Gaetano Minervini         | 55 222                 | 47,40                  | 43 886  | 33,65   | 781                                           | 0,68    | –     |       |
| Seggio di coalizione                 | Seggio di coalizione      | Seggio di coalizione   | 47,40                  | 43 886  | 33,65   | 1                                             |         |       |       |
|                                      | Alfengo Carducci          | Alfengo Carducci       | Alfengo Carducci       | 35 248  | 27,03   | Democrazia Cristiana                          | 21 309  | 18,45 | 4     |
| Patto per Taranto (PSDI - PLI - PRI) | Alfengo Carducci          | Alfengo Carducci       | Alfengo Carducci       | 35 248  | 27,03   | 9 416                                         | 8,15    | 1     |       |
| Rinascita Taranto                    | Alfengo Carducci          | Alfengo Carducci       | Alfengo Carducci       | 35 248  | 27,03   | 5 149                                         | 4,46    | 1     |       |
| Verdi Jonici Phuturia                | Alfengo Carducci          | Alfengo Carducci       | Alfengo Carducci       | 35 248  | 27,03   | 662                                           | 0,57    | –     |       |
| Seggio di coalizione                 | Seggio di coalizione      | Seggio di coalizione   | Alfengo Carducci       | 35 248  | 27,03   | 1                                             |         |       |       |
|                                      | Andrea Guida              | Andrea Guida           | Andrea Guida           | 6 836   | 5,24    | Movimento Sociale Italiano - Destra Nazionale | 6 647   | 5,76  | 1     |
|                                      | Rosario Orlando           | Rosario Orlando        | Rosario Orlando        | 2 277   | 1,75    | Alleanza per Taranto                          | 1 917   | 1,66  | –     |
|                                      | Vito Antonio D'Armento    | Vito Antonio D'Armento | Vito Antonio D'Armento | 1 500   | 1,15    | Movimento Popolari per Taranto                | 1 877   | 1,63  | –     |
|                                      | Claudio Basi              | Claudio Basi           | Claudio Basi           | 681     | 0,52    | Progetto Taranto per Taranto                  | 861     | 0,75  | –     |
|                                      | Cinzia Dimitri            | Cinzia Dimitri         | Cinzia Dimitri         | 421     | 0,32    | Lega Italia Federale                          | 372     | 0,32  | –     |
| Totale                               | Totale                    | 116 503                | 100                    | 130 404 | 100     |                                               | 115 496 | 100   | 40    |
|                                      |                           |                        |                        |         |         |                                               |         |       |       |
| Fonte: Ministero dell'interno        |                           |                        |                        |         |         |                                               |         |       |       |